# ミラージュ2000 (戦闘機)
ダッソー ミラージュ2000
フランス空軍ミラージュ2000-5F
- 用途：要撃機・戦闘機
- 分類：マルチロール機
- 製造者：ダッソー（Dassault Aviation）社
- 運用者:
  -  フランス（フランス空軍）
  -  インド（インド空軍）
  -  アラブ首長国連邦（アラブ首長国連邦空軍）
  -  中華民国（中華民国空軍）
- 初飛行：1978年3月10日
- 生産数：601機[1]
- 運用開始：1984年
- 運用状況：現役
- サブタイプ：ミラージュ2000N/D
- 派生型：ミラージュ4000

ダッソー ミラージュ2000（Dassault Mirage 2000）は、フランスのダッソー社製の軍用機。もとは迎撃戦闘機の要求に基づいて開発され、第4世代ジェット戦闘機としては小型・軽量な戦闘機であるが、改良が続けられた結果、世界的に有名なミラージュ・シリーズ初のマルチロール機となった。フランス空軍の他に、9か国の空軍に採用された。

## 概要
無尾翼デルタ式の単発戦闘機。フランスの他、9か国に採用されている。
操縦システムにフライ・バイ・ワイヤを採用し、CCV設計が導入された。無尾翼機は主翼のみで機体の安定を図る設計にする必要があり設計上の制約になるが、CCV設計により静安定が緩和されたために主翼設計の自由度が高くなった。更に自然安定性不足が起因する操縦の困難さもフライ・バイ・ワイヤ制御によって補うようになったため、従来の無尾翼デルタ機よりも扱いやすい機体となっている。
機体は複合材の使用による軽量化と、当時としては革新的な技術であるブレンデッドウィングボディの採用による空気抵抗の低減が図られている。カナード翼によって無尾翼デルタの欠点を改善できるにもかかわらず、あえてカナード翼を採用しなかった（代わりに空気取入れ口付近に小型のストレーキを採用している）のもこのためである。それでも、CCV設計によりエレボンを下げたまま高い揚力を維持しつつ機首上げ姿勢をとれるようになったため、離陸滑走距離の短縮や着陸進入速度の低下に成功している。
こうした構造により、低速度域での操縦特性が極めて良好で、その空戦性能はパイロットの間でも評価が高い。

## 開発の経緯

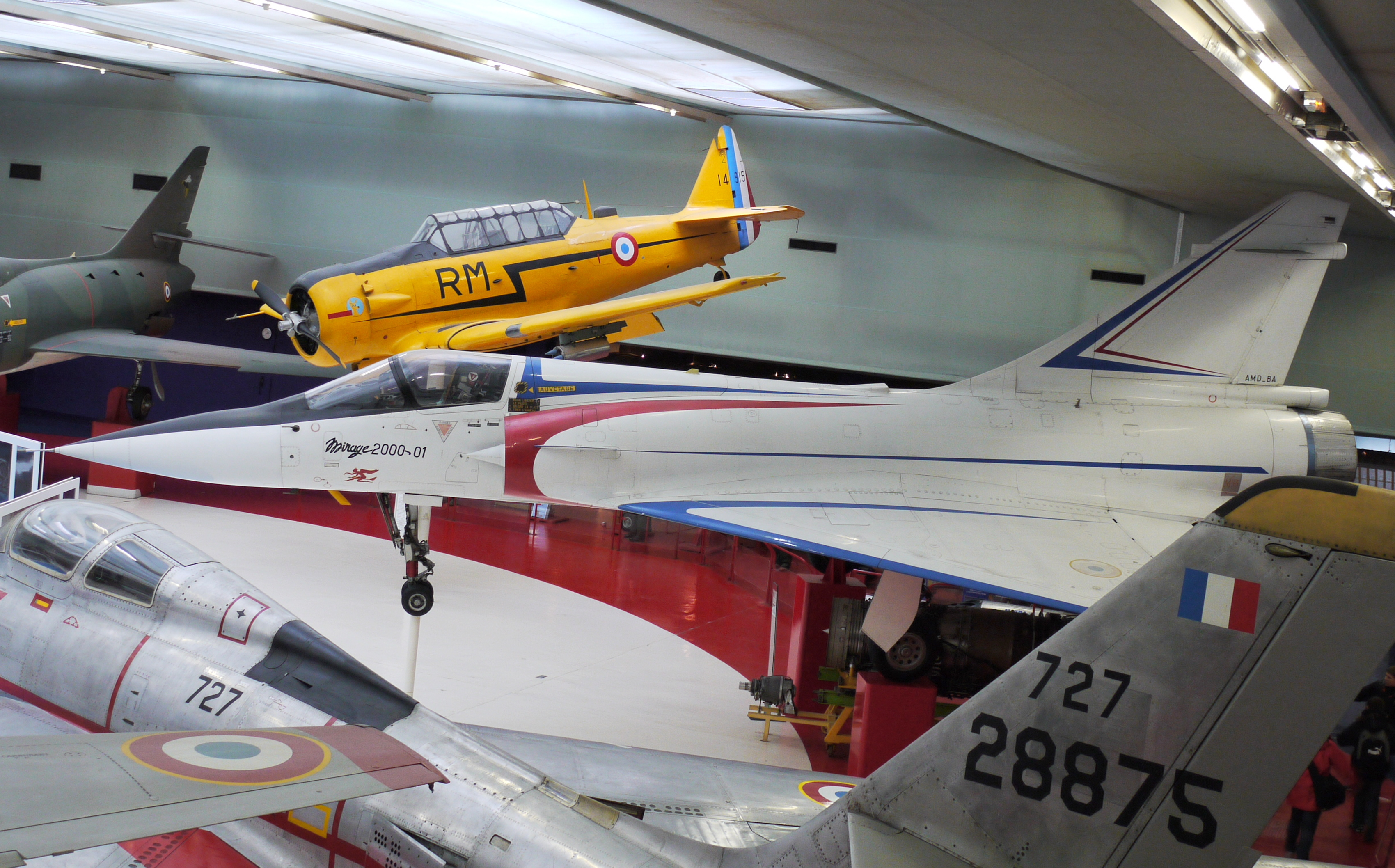
ミラージュ2000A

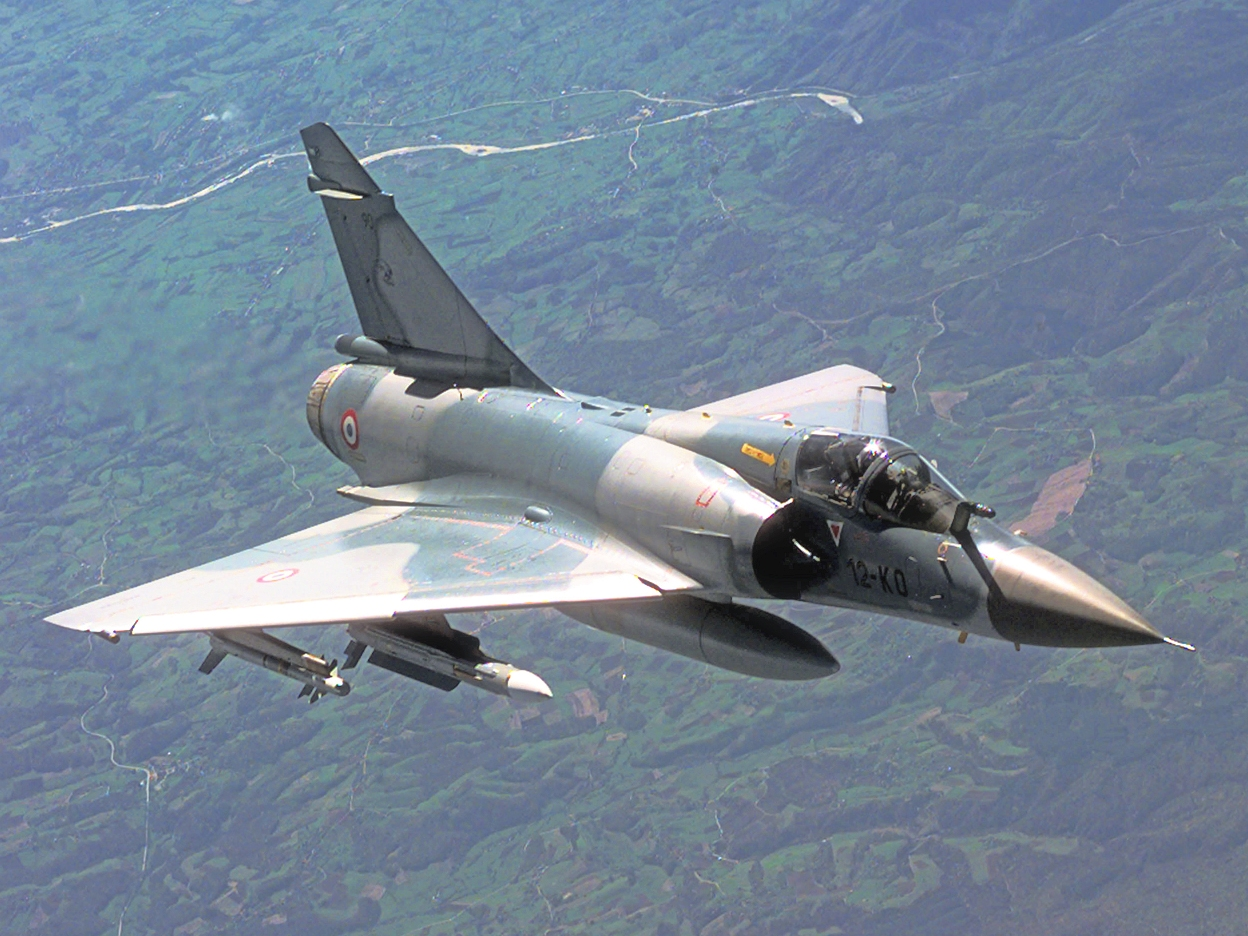
ミラージュ2000C

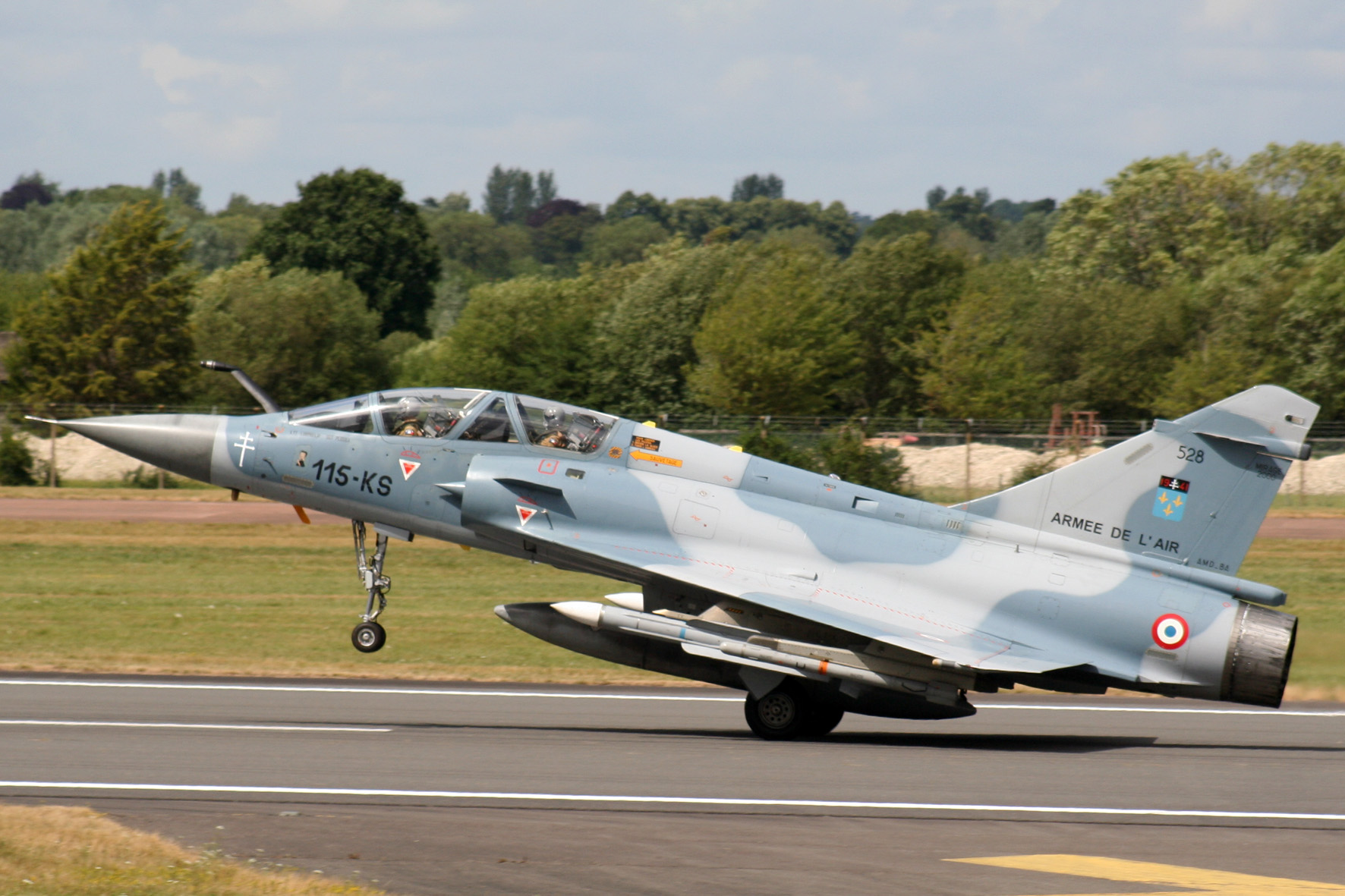
ミラージュ2000B

ダッソーは無尾翼デルタ機の開発を得意としてきたが、これは機体の小型軽量化、高速度性能の向上、飛行特性の安定性などにメリットがある一方で、STOL性能、低空飛行、機動性などが主・尾翼の組み合わせによる二翼式の航空機に劣るとされ、通常の二翼式・後退翼のミラージュF1が採用された。
またミラージュF1は基本的には50年代の超音速戦闘機の技術からあまり発展が見られない、保守的な設計であった。ダッソーとフランス空軍は、当初は対地上攻撃に重点をおいた双発可変翼戦闘機ミラージュG-4を、更にその派生型となる要撃機ミラージュG-8を次期戦闘機として開発していたが、費用・運用の両面から1975年に全プロジェクトは中止となった。その他にも各種の新機軸を取り入れた機体が構想・計画・設計されたものの、ことごとく行き詰まることになる。
その結果、1975年のNATO4か国の新型戦闘機導入商戦において、エンジンを当時の新型機種スネクマ M53に換装したほかに大きな改造をしなかったミラージュF1E/M53は、フライ・バイ・ワイヤ やCCV設計など革新的な技術を実用化したアメリカ合衆国製F-16に性能面でことごとく敗れ去った。
フランス空軍およびダッソー社の両者が必要としていた次期戦闘機計画（ACF）は、1976年の時点で実用化までの期限が1982年までという当時としても短期間での開発計画として再度開始された（現代の戦闘機開発は、さらに長期化している）。ダッソーにとっては短期間で十分な成果を残すことを求められた結果、1972年より『ミニ・ミラージュ（通称ミミ）』『シュペルミラージュIII』『デルタ1000』などの名称で検討されていたミラージュIIIの後継機案をこれに充てた。再び無尾翼デルタ形式に回帰したものの、F1において採用されなかった最新の技術を積極的に導入することでもってデメリットを回避し、大幅な性能向上を目指した。
機体はミラージュ2000と命名され、エンジンは当初ミラージュG-4/8用だったスネクマ M53を流用するなど、開発期間の短期化に注力した。そのため、設計開始から初飛行までわずか27か月と驚異的な速さで開発が進み（それでも初期の計画から9か月遅延していた）、1983年には量産型の軍への納入を開始し、翌年には実戦配備されている。ただし、新型レーダーの開発は間に合わず、最初期の37機は予定していたRDIレーダーの代わりにRDMレーダーを装備していた。
輸出面ではF-16やF/A-18のようなアメリカ機の躍進によって当初はあまり振るわなかったが、フランスではミラージュ2000B（複座型）をベースとして、核兵器の運用を担う戦略爆撃機型のミラージュ2000Nが開発され、1983年に初飛行を達成した。この成果を踏まえて1986年から戦闘能力向上の研究が始まり、ミラージュ2000Nにも採用された強化型エンジンを採用して各種改良を施したマルチロール型のミラージュ2000-5が開発された。当初は海外輸出用として生産され、フランス本国の空軍で採用する予定ではなかったものの、1992年には後継機ラファールの配備が遅れている間の繋ぎとして同仕様への改修を決定し、それに続く形で中華民国（台湾）とカタールが採用した。
1999年に発表されたミラージュ2000-5 Mk.2は輸出専用の発展型で、ラファールで採用された装備・技術の一部も取り入れているが、採用したのは既存の運用国であったギリシャとアラブ首長国連邦のみに終わった。ブラジルでは契約直前まで進んでいたが、当国の財政危機により新造の近代化改修機ではなく中古機の導入に切り替えられた。
こうしてミラージュ2000シリーズの生産は2007年に終了したが、ダッソーは既存のユーザーにHMD、画像識別ポッド、戦術データ・リンク、GPS、IRSTを実装する中間寿命改修を提案している。

## 設計と特徴
前述のとおり、ミラージュ2000の外見はミラージュIII/5/50によく似ているが、中身は設計当時の最新技術を取り入れて、大きく変化している。

### 主翼と胴体
主翼は、ミラージュIII/5/50と同じく無尾翼のデルタ翼であり、胴体の下面部分に配置されている。
主な操縦翼面は主翼後縁に設置された2分割式のエレボンであり、ピッチ軸とロール軸を制御する。フライ・バイ・ワイヤとCCVによる操縦概念を取り入れた結果、エレボンを下げても機首上げができるようになったため、離着陸時の速度と滑走距離はミラージュIII/5/50よりもはるかに短くなった。また、主翼前縁には水平飛行時の空気抵抗を抑えつつ迎え角限界を向上させるため、コニカル・キャンバーに替えて2分割式のスラットが配置されている。
胴体と主翼の境界線を滑らかに成型するブレンデッドウィングボディの概念も取り入れられているが、F-16やMiG-29、Su-27などに比べると、LERXが無いこともあって一見しただけではわかりにくい。
垂直尾翼はミラージュIII/5/50よりも高くなっており、高迎え角時には空気取り入れ口の側面付近に取り付けたストレーキが発生させた乱気流を垂直尾翼に当てることで、ベントラルフィンを装着することなく垂直尾翼の利きを強化している。
降着装置も、前脚はミラージュF1と同様にダブルタイヤ・後方引き込み式であるが、主脚はミラージュIII/5/50と同様のシングルタイヤ・内側折り畳み式に戻されている。

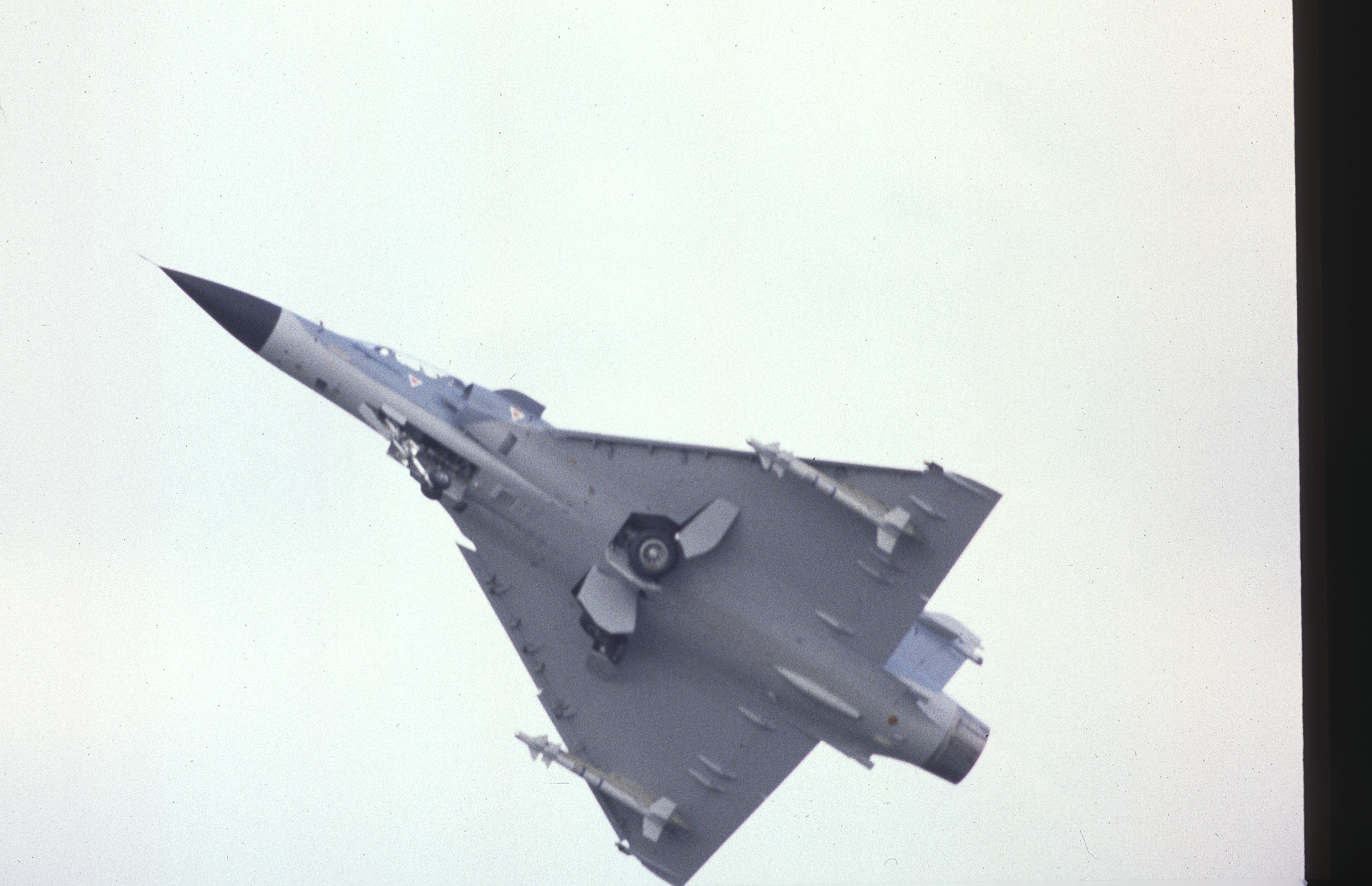
脚を引き込むミラージュ2000。主脚は内側引き込み式、前脚は後方引き込み式である。
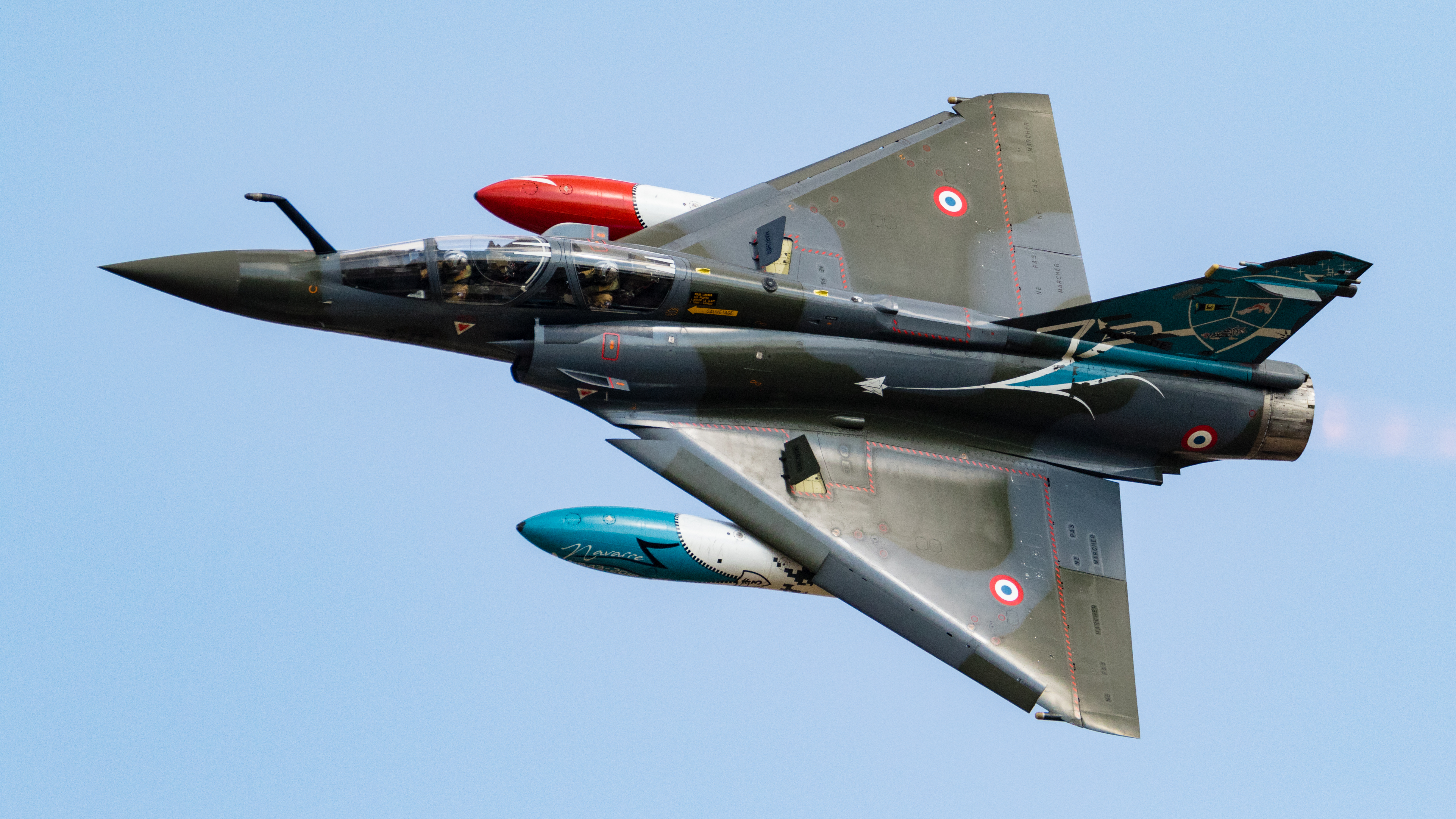
ミラージュ2000主翼後縁のエレボンと主翼前縁のスラットは、左右で二分割されている。また主翼上面のエアブレーキが開いているが、下面にも上下対称になるよう設置されている。（写真の機体は戦闘爆撃機型のミラージュ2000D）

### コックピット

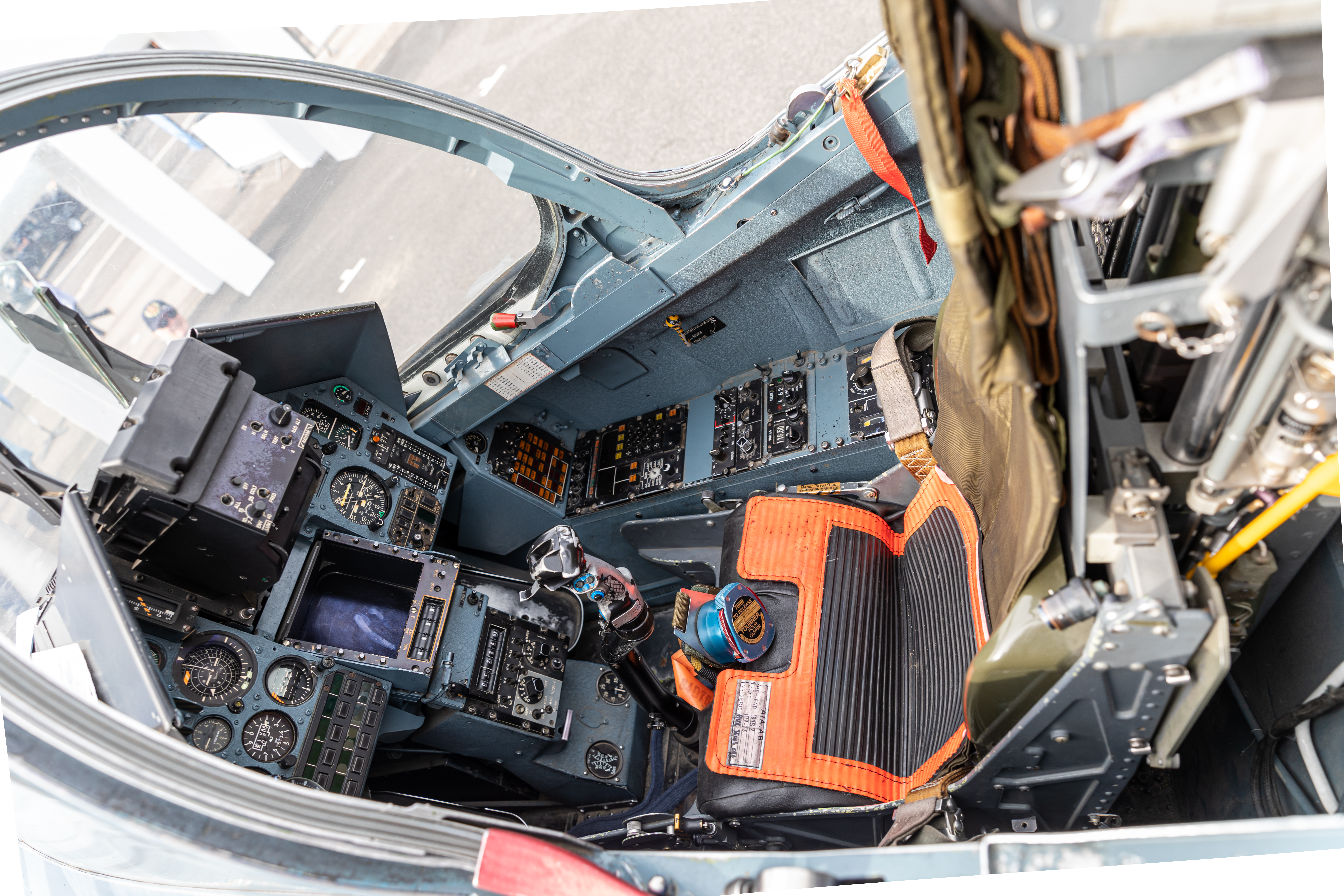
ミラージュ2000のコックピット（ミラージュ2000Cもしくはミラージュ2000Bの前席）。
中央下部のレーダーディスプレイ以外は、アナログ式計器が配置されている。

#### 計器類
ミラージュ2000C/Bのコックピットは、VE-130ヘッドアップディスプレイ（HUD）とVMC-180ヘッドダウンディスプレイ（HDD）で構成されるセクスタント・アビオニク（現タレス・アヴス・フランス）製TMV-980データ表示システムが配置され、それ以外はアナログ式の計器類が配置されているほか、複座型のミラージュ2000Bの後席には、HUDの代わりに前席と同じ視界を得られるペリスコープが設置されているほかは、前席と同じ計器類である。
改良型のミラージュ2000-5は、ヘッドアップディスプレイをホログラフィック式のVEH-320に変更したほか、カラー液晶式の多機能ディスプレイMFD55を正面計器盤の左右に1基ずつ追加装備し、さらにHUD直下にレーダー情報や照準ポッドの画像を表示させるモノクロ式のVCM-65ヘッドレベルディスプレイ（HLD）を追加したグラスコックピットになっている。最新型のミラージュ2000-5 Mk.2ではオプションで、セクスタント（現ターレス）製のトップサイトEヘルメット搭載照準/表示器 (Helmet-mounted display) を装備可能であり、装備した場合はMICA IRのオフボアサイト能力を使用可能になる。

#### キャノピー
キャノピーは9mm厚の透明アクリル樹脂製枠なしワンピース型で、単座型も複座型の前席・後席ともに後方跳ね上げ式となっている。また前部風防はキャノピーとの境界線以外の枠を廃止しており、それ以前のフランス製戦闘機よりも前方視界が良好になっている。
キャノピーの形状はミラージュIII/5/50/F1と同様に、キャノピー天蓋部分が胴体背面へほぼ一直線に繋がるファストバック形態となっており、同世代の米ソの戦闘機が採用したバブルキャノピー (Bubble canopy) に比べると空気抵抗が少ない利点がある代わりに、後方視界が悪い。複座型のミラージュ2000B/N/DではミラージュF1と同様に前後席それぞれに独立したキャノピーが設置されており、座席の間には前席の射出座席が作動した際のロケット噴射炎から後席乗員を守るための透明アクリル板が設置されている。

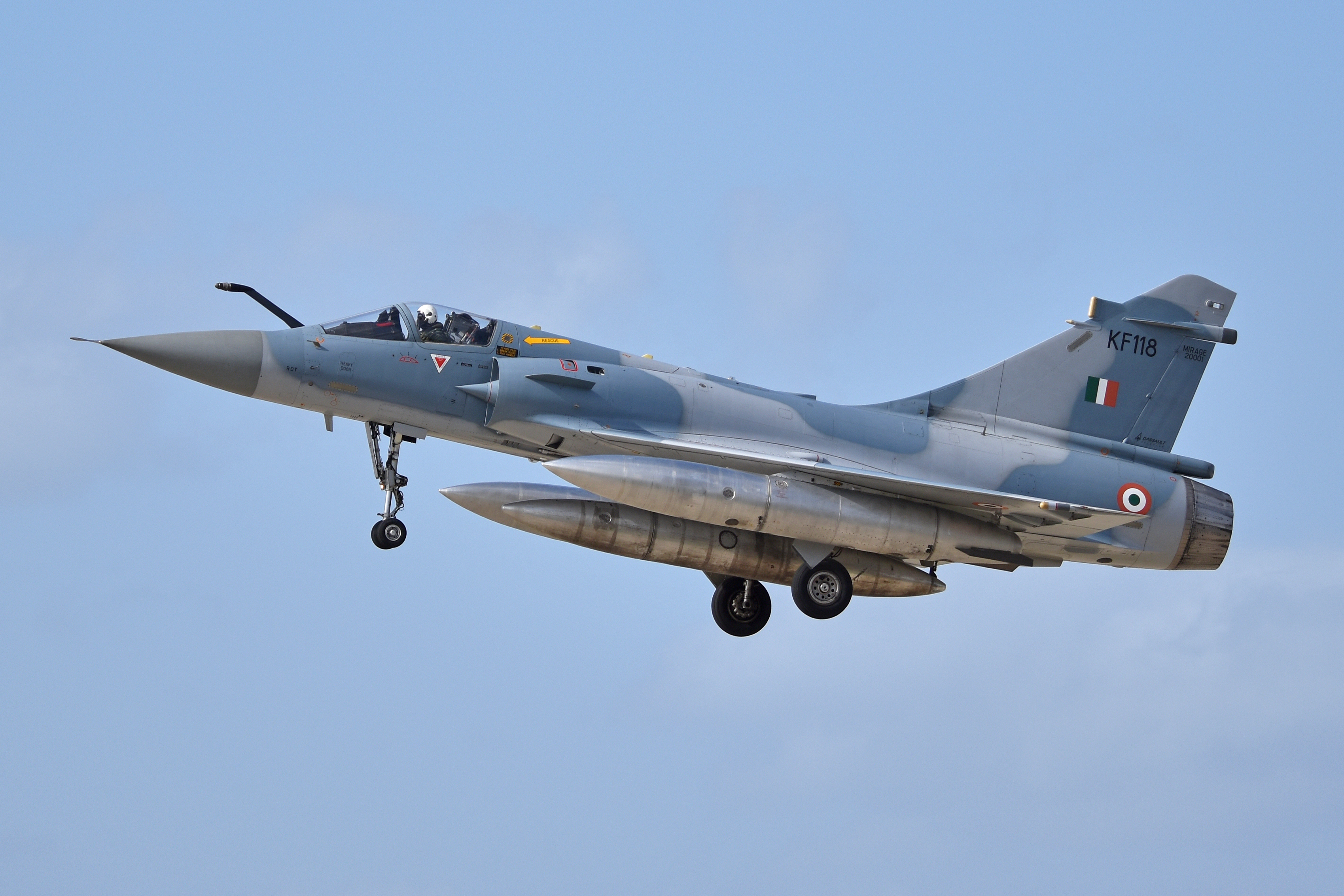
単座型のミラージュ2000（写真の機体はインド空軍の近代化改修後ミラージュ2000I)
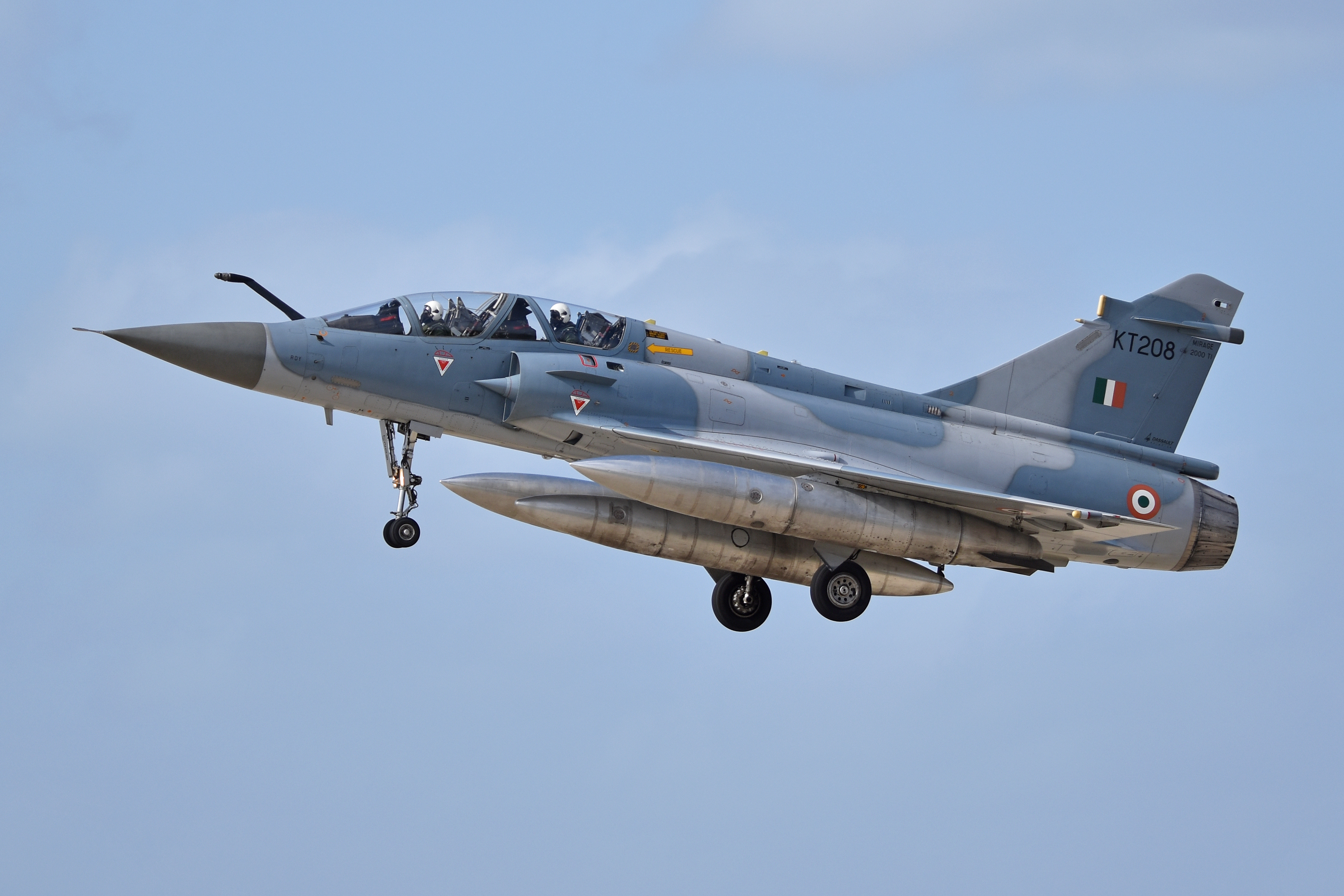
複座型のミラージュ2000（写真の機体はインド空軍の近代化改修後ミラージュ2000TI) 後部座席から垂直尾翼付け根まで、胴体上面の出っ張り（ドーサルスパイン）が伸びていることに注目。
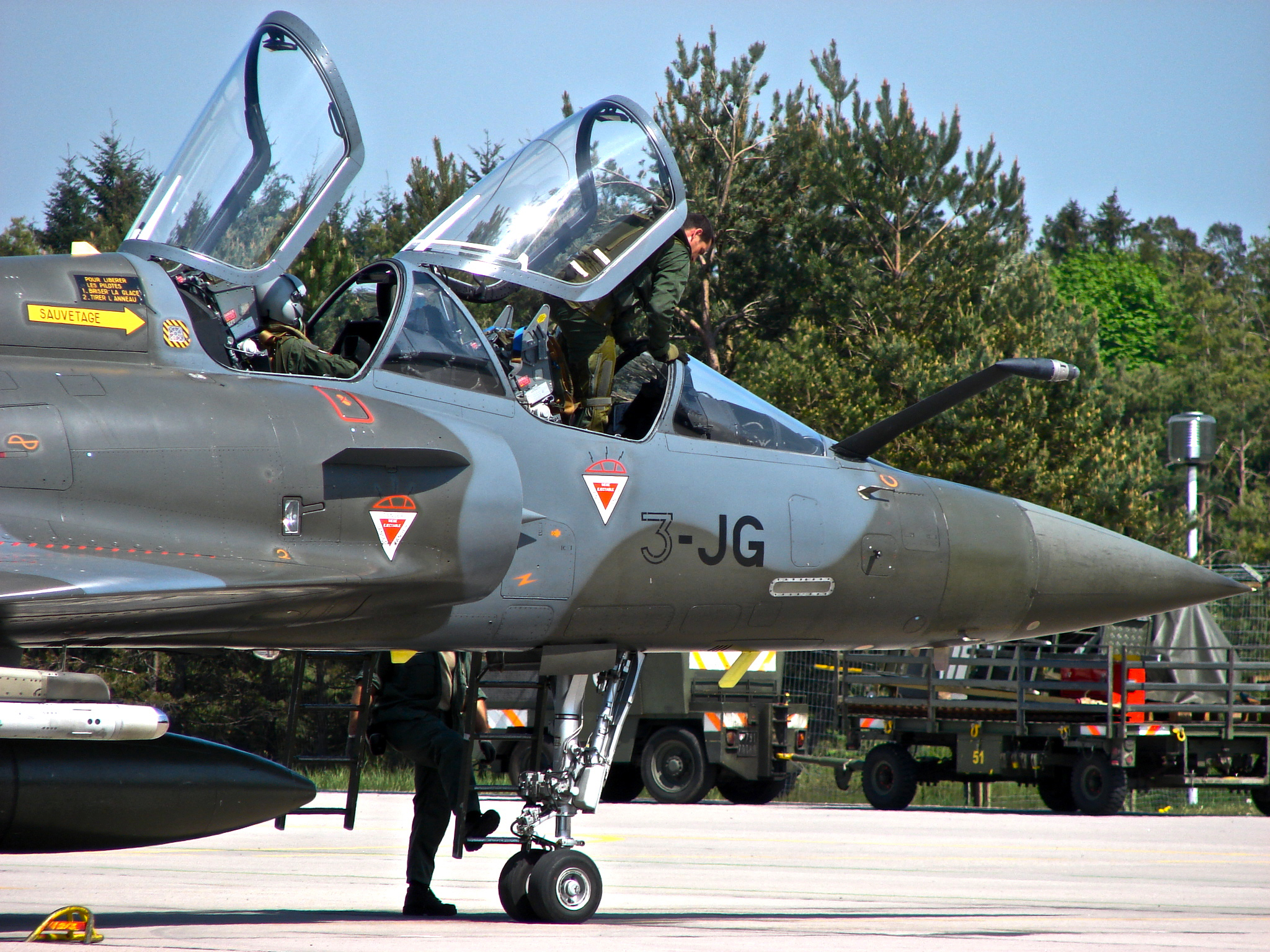
複座型ミラージュ2000のキャノピーは、前後で独立した後方跳ね上げ式である（写真の機体は戦闘爆撃機型のミラージュ2000D）。
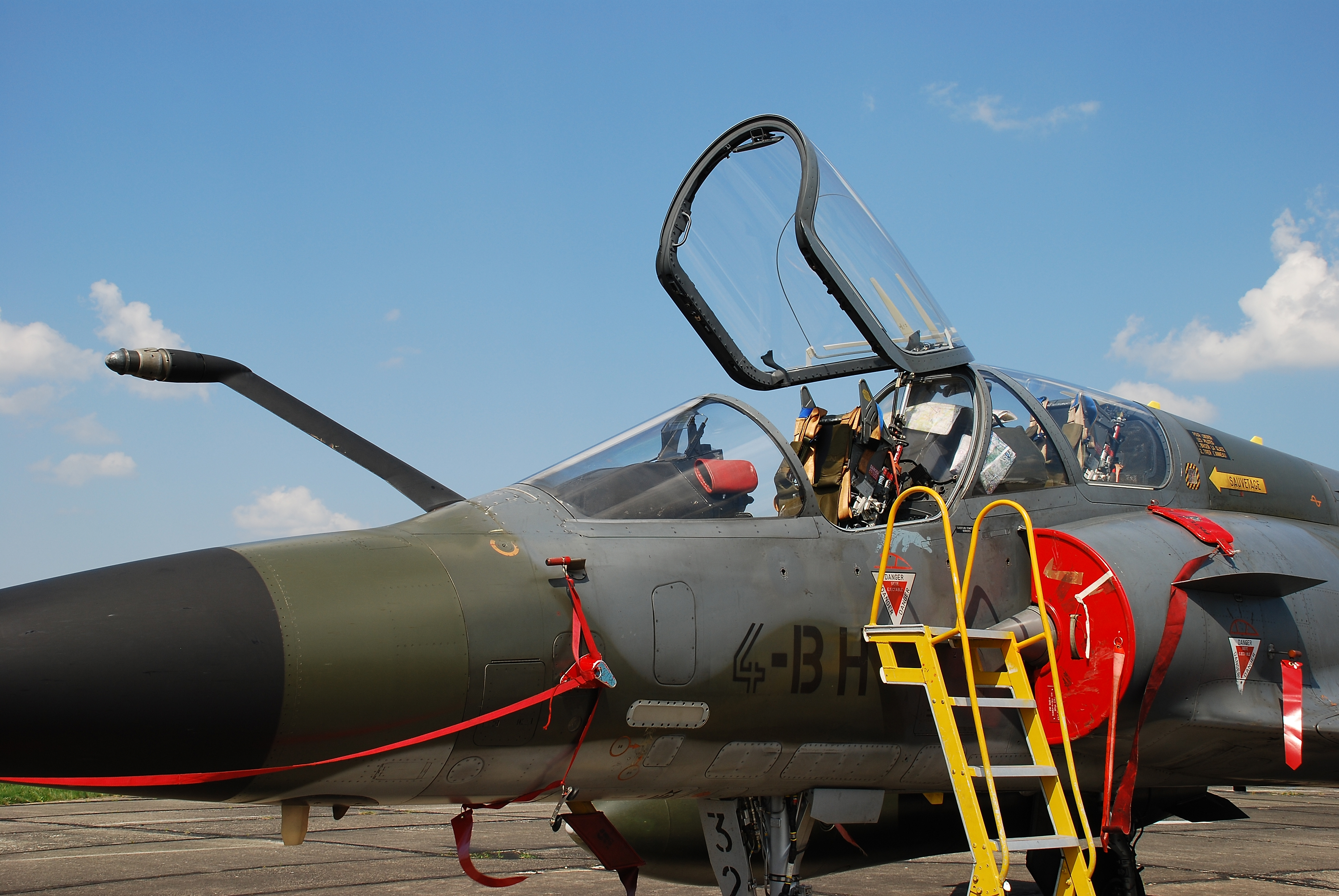
前席の射出座席直後には、前席の射出座席の噴射炎から後部乗員を守るためアクリル板が設置されている（写真の機体は核攻撃機型のミラージュ2000N）。

#### その他
コックピット内はABGセムカ製空調・与圧装置で環境が維持され、脱出装置にはマーチンベーカー製Mk.10Qをイスパノ・スイザがライセンス生産したSEMB F10Q射出座席を装備する。

### エンジン
エンジンは、スネクマ製のアフターバーナー付き低バイパス比ターボファンエンジンであるM53を1基搭載する。
スネクマM53は、3段の低圧圧縮機（ファンを兼ねる）と5段の高圧圧縮機を装備しているが、戦闘機用のターボファンエンジンとしては極めて珍しい単軸式エンジンであるほか、軸流式圧縮機の静翼は全て同じ角度を維持する固定式である。
このため構造はシンプルであるが、総圧縮比は9.8：1程度と同世代のエンジンと比べれば低い方であり、ひいては推力重量比の低いエンジンとなってしまう弱点を有する。
推力は、最終発展型のM53-P2ではミリタリー推力14,388 lbf、アフターバーナー使用時最大推力21,357 lbfである。
インテークはミラージュシリーズの伝統を守り、胴体左右両側に半円型インテークが設置され、インテークには半円錐型のショックコーンが配置されている。このショックコーンは可変式で、速度に応じて最も効果的な場所で衝撃波を発生させるように、前後方向に位置を自動調節する機能がある。

#### 外装固定式の空中給油用プローブの採用

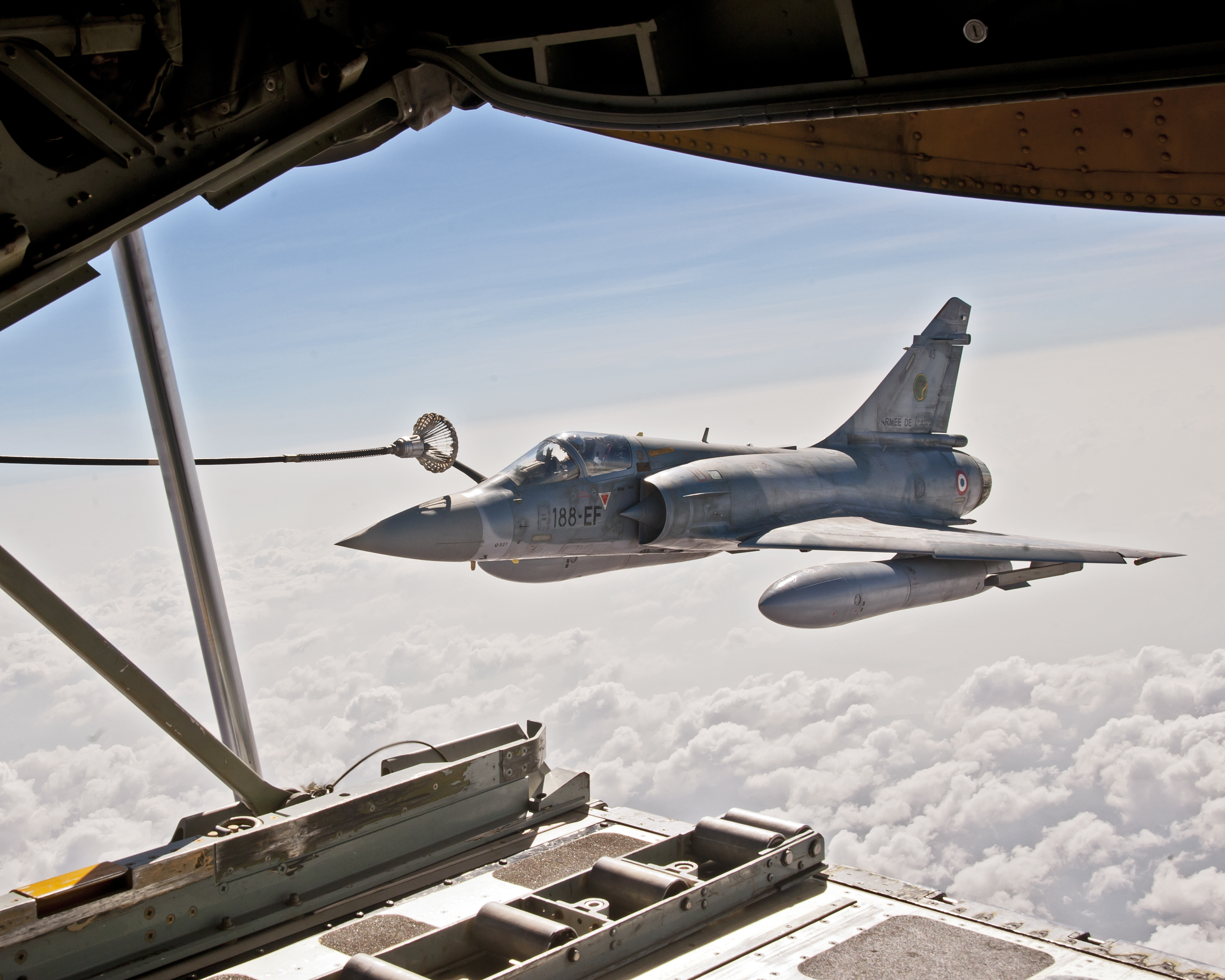
アメリカ海兵隊のKC-130Jから空中給油を受ける、フランス空軍のミラージュ2000。

ミラージュ2000は、コクピット前部右寄りに、固定式の空中給油用プローブを固定装備する。このプローブはボルト固定式であり、必要が無ければ外すことも可能である。
コックピット斜め前方に突き出した固定式の空中給油用プローブは空気抵抗を増し、視界を狭めることになり、かつステルス性を減ずることになり最新の戦闘機にしては奇異な装備のように思える。ただし空中給油をしない場合は取り外しが可能で重量軽減に資することになる。また引き込み機構のあるプローブよりも効率的に給油することができる。本来本機は空中給油を必要としない迎撃を目的に開発されており、その場合可動収納式の空中給油用プローブの採用はデッドウェイトとなってしまう。長距離爆撃も想定したマルチロール機として運用する場合は目的に応じて増槽やプローブを装着するといった合理的な設計思想といえる。

### アビオニクス

#### レーダー
火器管制レーダーは、ミラージュ2000Cの初期型ではRDM (Radar Doppler Multifunction) が搭載されており、インド（ミラージュ2000H/TH）やエジプト（ミラージュ2000EM/DM）、ペルー（ミラージュ2000EP/DP）、ギリシャ（ミラージュ2000EG/DG）、アラブ首長国連邦（EAD/DAD/RAD）向けの機体にも搭載された。
ミラージュ2000Cの後期型では、より対空戦闘能力を強化したRDIレーダーが搭載された（フランス空軍の中古機を購入したブラジル空軍機にも、RDIが搭載されている）。
ミラージュ2000-5では、MICAの運用能力等を付与したRDY (Radar Doppler Multitarget) レーダーを搭載した。これはフランス空軍機（ミラージュ2000-5F）のほか、台湾（ミラージュ2000-5Ei/-5Di）とカタール（ミラージュ2000-5EDA/-5DDA）の機体に搭載された。
さらに改良型のRDY-2がアラブ首長国連邦（ミラージュ2000-9/-9D）とギリシャ（ミラージュ2000-5EG/-5DG）に輸出された。
インド向けのミラージュ2000I/TI改修機には、RDY-3レーダーが搭載された。。

#### 自己防御装備
ミラージュ2000の電子戦装備はICMS（Integrated CounterMeasure System）として高度に統合化されており、外装型の電子戦ポッドもICMSの一部として機能するように設計されている。
アラブ首長国連邦空軍のミラージュ2000-9では統合自己防御システムがIMEWSに更新されている。
レーダー警報受信機
レーダー警報受信機についてはセルヴァル（Serval）を装備しており、受信機は左右主翼端の前縁部と垂直尾翼端の前後に装着されている。
電波妨害装置
電波妨害装置としてセーヴル（Sabre）を垂直尾翼基部後端に装備しているが、ミラージュ2000N/Dではカメレオン（Cameleon）に変更されている。
チャフ/フレア・ディスペンサー
チャフ/フレア・ディスペンサーについては後部胴体下面にスピーラル（SPIRALE）を標準装備している。
スピーラルは、ドラッグシュート収納ベイの左右に設置された2基のCDM（Cartridge Dispenser Unit）に8発ないし16発を装填したフレア・カートリッジを装着することで合計最大36発のフレアを装備できるほか、左右主翼付け根後端部に設置された2基のICD（Internal Chaff Dispensers）に合計最大112発のチャフを収納できる。この他にスピーラルの制御装置であるDSU（Digital System Unit）と電源供給装置のASU（Analogue System Unit）で構成される。
さらに対地攻撃など脅威度の高い作戦時には、ドラッグシュートを外して同じ場所にエクレール-M（ECLAIR-M）チャフ/フレア・ディスペンサーを追加装備することで6基のフレア・カートリッジを追加装備可能となり、フレアの搭載数を最大4倍に増やせる他、代わりにチャフ・カートリッジも使用できる。エクレール-MはスピーラルのDSUがシリアル式データリンクを介して制御する。

### 兵装

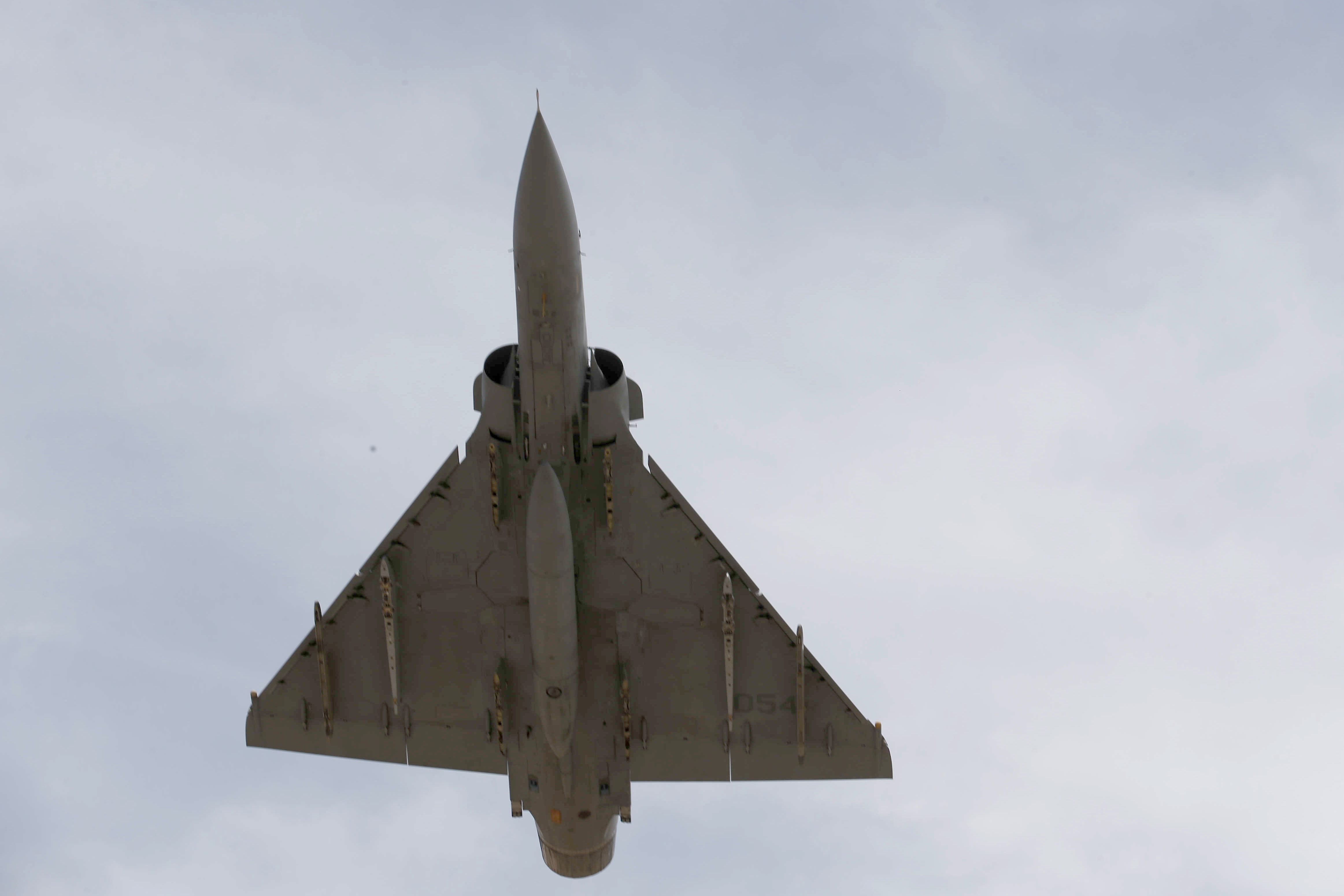
胴体下部から見たミラージュ2000。胴体中央線下に増槽を搭載しているほか、それ以外のハードポイントにもパイロンを装着している。

固定式機関砲は、ミラージュシリーズの伝統に基づいて、前部胴体下面に2門のDEFA554 30mmリボルバーカノンを搭載するが、複座型では後席搭載スペースを確保するために搭載されていない。
ハードポイントは、左右主翼下に2つずつ、胴体中心線下に1つ、胴体の主翼付け根部分に4つ（左右の主翼付け根部分に、それぞれ前後に2つずつ配置）の合計9か所であり、このうち胴体中心線下と左右主翼下内側の3つが増槽を装備可能なウェットポイントである。また主翼外側のハードポイントは、R.550 マジックやMICA IR（ミラージュ2000-5以降のみ）などの空対空ミサイルの中でも比較的軽量な兵装しか搭載できない。
主な空対空兵装は、赤外線追尾式のR.550 マジックと、セミアクティブ・レーダー誘導式のシュペル530Dを、主翼下に2発ずつ（R.550マジックは主翼下外側、シュペル530Dは主翼下内側に搭載）、計4発搭載するほか、ミラージュ2000-5では新型のMICAを6発（胴体の主翼付け根部分4か所と、主翼下外側に2発）搭載できるため、増槽を3本搭載できる。ただし、核攻撃機型のミラージュ2000Nや戦闘爆撃機型のミラージュ2000Dでは自衛用のR.550 マジックかMICA IRのみを装備する。
フランス空軍ではミラージュ2000C/-5Fは空対空戦闘、ミラージュ2000Bは機種転換訓練に専念するものとされており、核攻撃を含めた対地攻撃や偵察はミラージュ2000N/DやSEPECAT ジャギュアやミラージュF1CT/CR、ラファールが担っているが、輸出先では対空戦闘と対地・対艦攻撃の双方を担うマルチロール機として運用されていることが多く、レーザー誘導爆弾やラファエル・スパイス誘導爆弾、SCALP-EG巡航ミサイル、AM39エグゾセ空対艦ミサイルなどの運用が可能となっている。

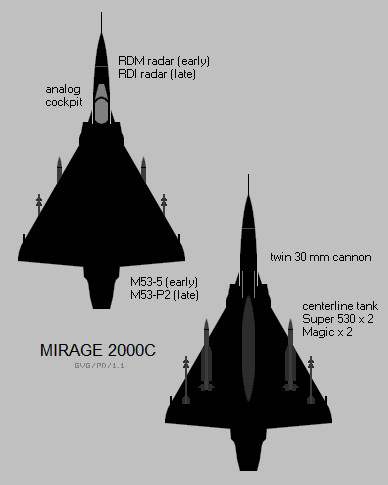
ミラージュ2000Cの対空兵装。 主翼外側にR.550 マジック2、主翼内側にシュペル530Dを2発ずつ、合計4発の空対空ミサイルを装備。
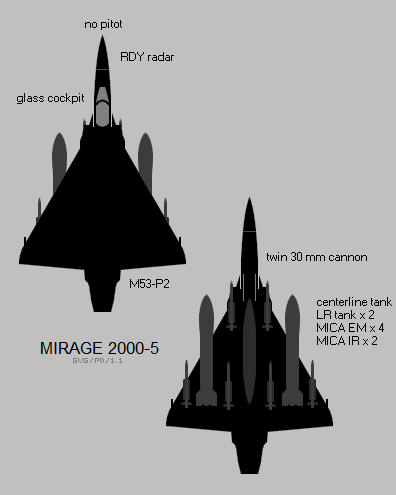
ミラージュ2000-5の対空兵装。 主翼外側に赤外線追尾式のMICA IRを2発、主翼付け根部分にアクティブ・レーダー・ホーミング式のMICA EMを4発、合計6発の空対空ミサイルを装備。
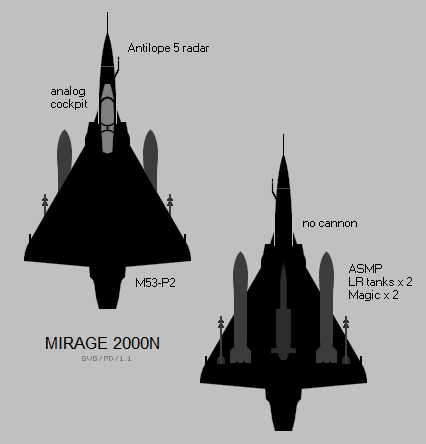
ミラージュ2000Nの兵装。胴体中心線下にASMP核ミサイル、主翼下外側にR.550マジックを装備。
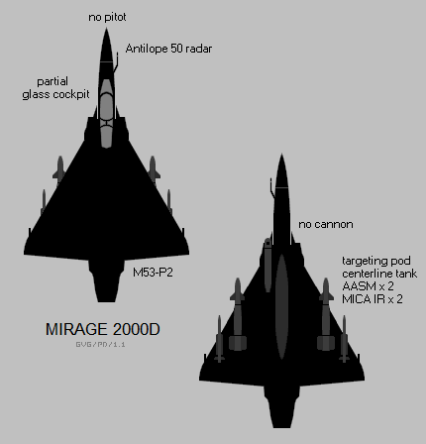
ミラージュ2000Dの兵装。胴体下右舷前方ハードポイントに照準ポッド、主翼下内側にAASMを装備。
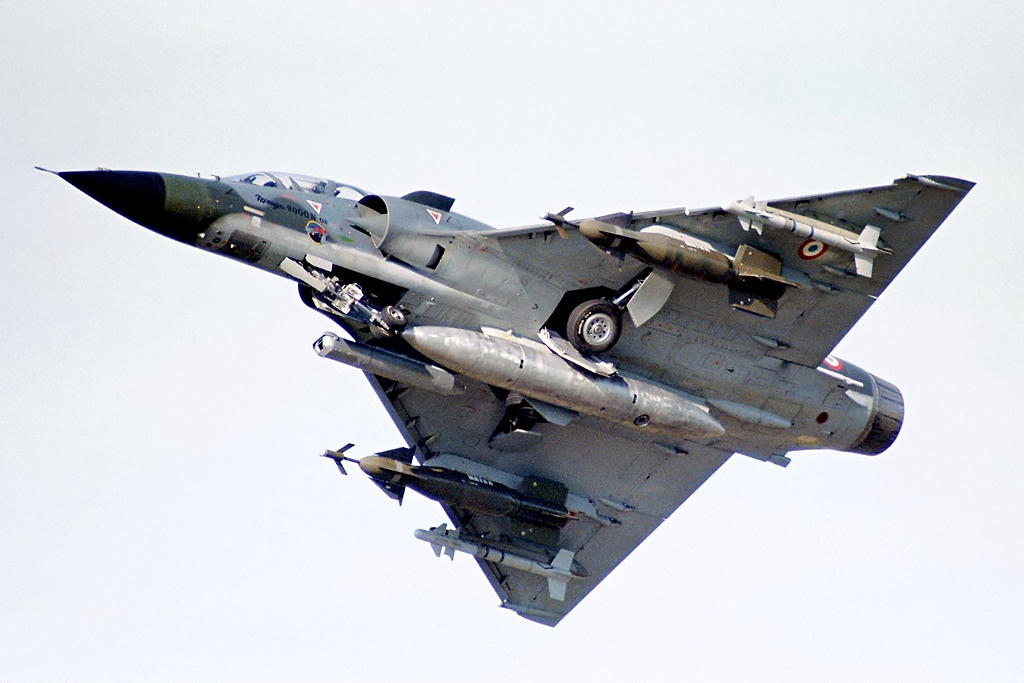
胴体下の右舷前部ハードポイントにATLIS II（フランス語版、英語版）照準ポッド、左右主翼下内舷にBGLレーザー誘導爆弾を装備したミラージュ2000N。

## 運用史

### フランス
実戦配備は1984年に始まった。
フランス空軍機は1991年の湾岸戦争を筆頭に、ボスニア・ヘルツェゴビナ紛争やコソボ紛争でのNATOの航空作戦、アフガニスタン紛争での国際治安支援など多くの紛争に実戦投入された。アラブ首長国連邦空軍機は湾岸戦争に、カタール空軍機は2011年リビア内戦にフランス空軍機と共に参加している。
2006年からダッソー・ラファールの運用が始まると、ミラージュ2000は徐々に置き換えが始まり、2022年6月23日をもって1984年から運用されたミラージュ2000Cは全機退役となった。
2024年6月6日、フランスのマクロン大統領はウクライナにフランス空軍の退役したミラージュ2000-5を供与し、パイロットを含むウクライナ軍兵士を訓練のためフランスで受け入れる方針であると明らかにした。2025年2月6日より供与が始まる

### エジプト

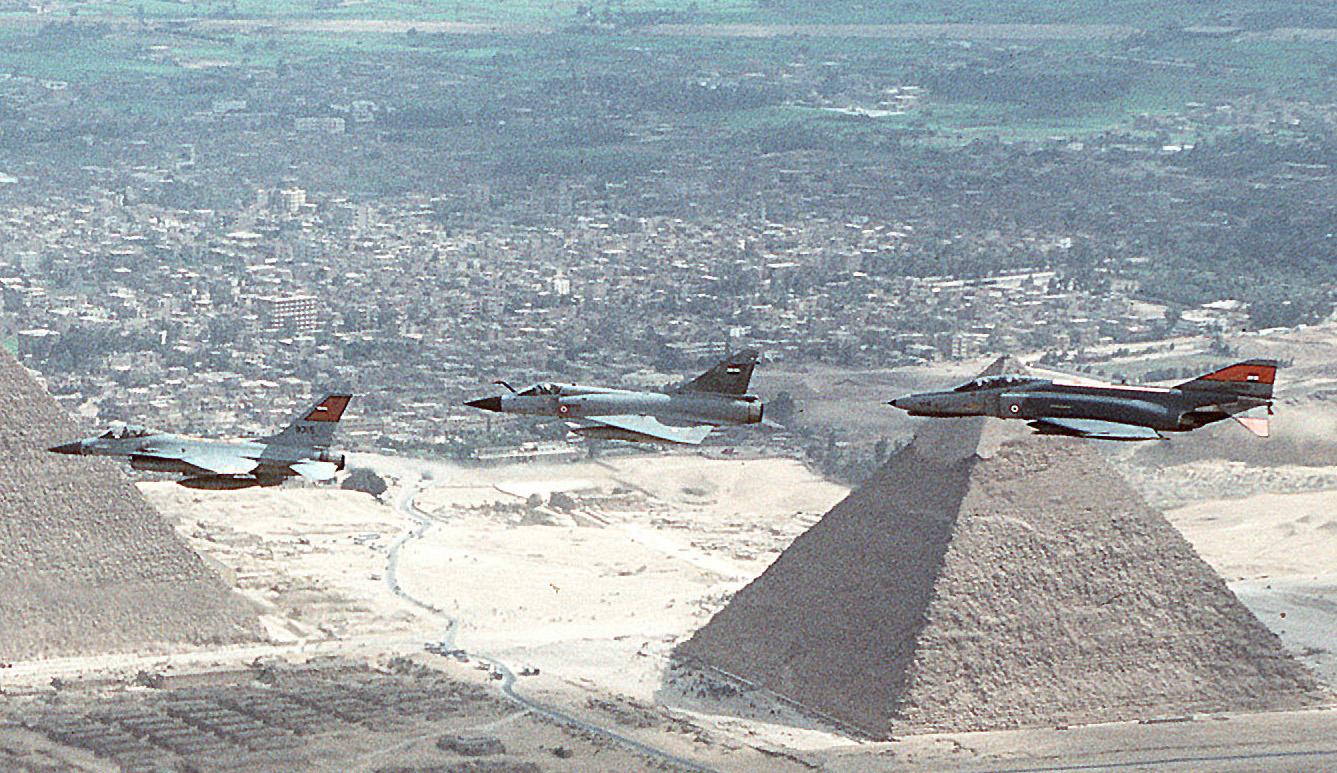
エジプト空軍のミラージュ2000EM（中央）

エジプト空軍 (Egyptian Air Force) は1981年12月に20機（単座型のミラージュ2000EM 16機と、複座型のミラージュ2000BM 4機）を発注した。ミラージュ2000にとって最初の海外発注であったが、代金支払いの遅延から実際の引き渡しはインドよりも遅い1986年6月にずれ込んだ。
エジプト空軍の機体はレーダーはRDM、エンジンはスネクマM53-5と、フランス空軍の初期型に近い構成になっている。任務は全天候迎撃のほかに、ARMAT対レーダーミサイルやレーザー誘導爆弾などによる対地攻撃も行う。このため、ATLIS II照準ポッドの運用能力も付与されている。

### インド

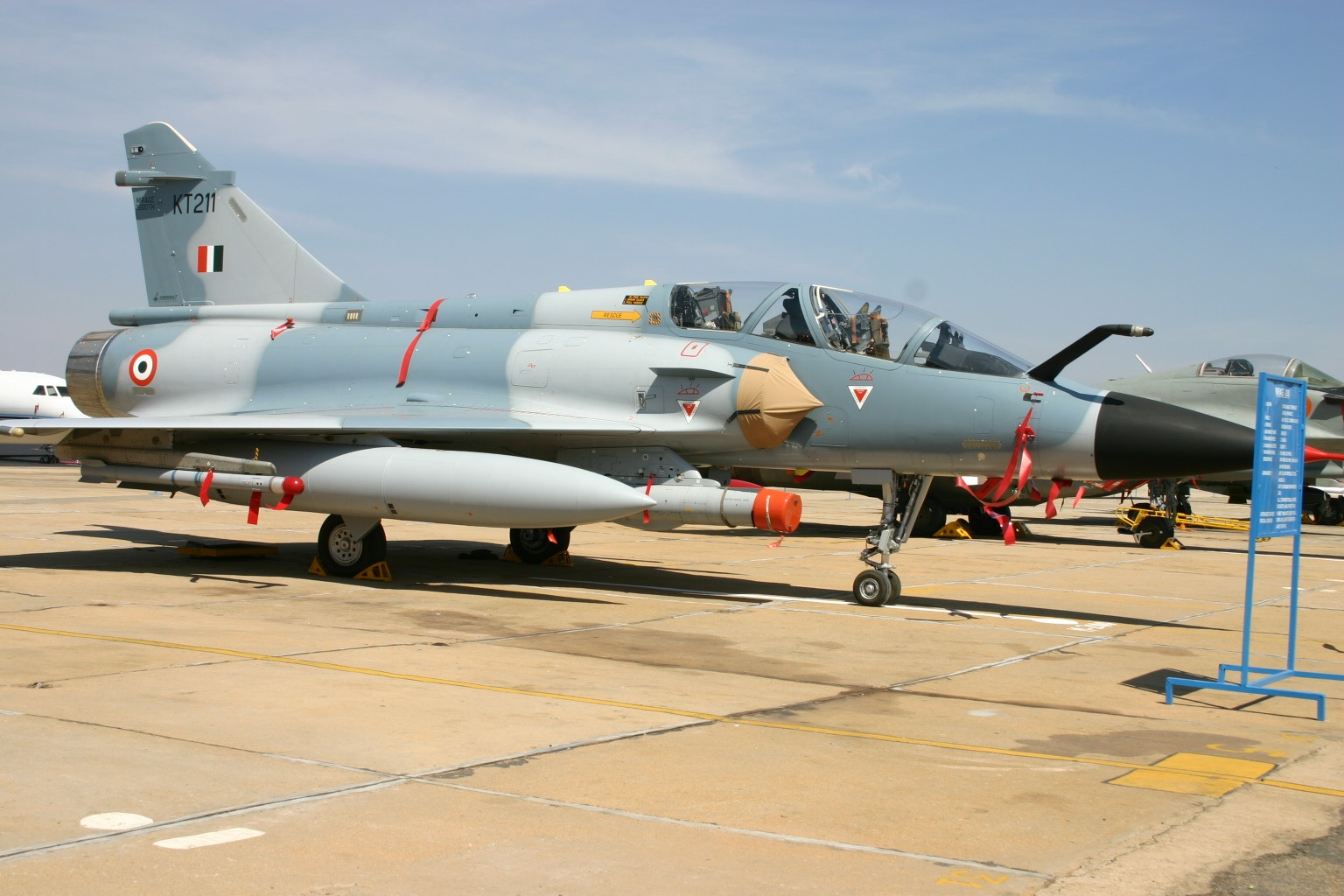
インド空軍のミラージュ2000TH

インド空軍は、1984年にミラージュ2000H/THの導入契約を交わし、翌1985年から単座型のミラージュ2000H 42機と複座型ミラージュ2000TH 7機を導入した。また2004年には4機のミラージュ2000Hと6機のミラージュ2000THを追加導入しており、インド空軍がフランスから新規導入した機体は単座型46機、複座型13機の計59機となる。
インド空軍ではミラージュ2000は「ヴァジュラ」と呼ばれており、インド中央部のグワーリヤル近郊にある軍民共用のマハラージプール（Maharajpur）空軍基地に駐屯する第40航空団（No. 40 Wing IAF）隷下の第1/第7/第9の3個飛行隊に配備されているが、このうち実戦部隊は第1/第7の2個飛行隊である。
インド空軍のミラージュ2000は、対空戦闘だけでなく対地攻撃もこなせるようにRDM-7レーダーを装備しているほか、フランス空軍のミラージュ2000N/Dと同じアンテロープ5を装備しているという情報もある。エンジンについては、当初は旧式のM53-5を装備していたが、後には全機が新型のM53-P2に換装された。
兵装については、対空兵装はシュペル530DとマジックIIを装備する。対地攻撃兵装としてはAS.30LやARMAT対レーダーミサイル、ぺイヴウェイII レーザー誘導爆弾などの各種誘導兵器・無誘導兵器のほか、戦術核兵器の運用能力も付与されている。精密誘導兵器を運用するために、照準ポッドとしてフランス製のATLISや、イスラエル製のライトニングを運用可能となっている。

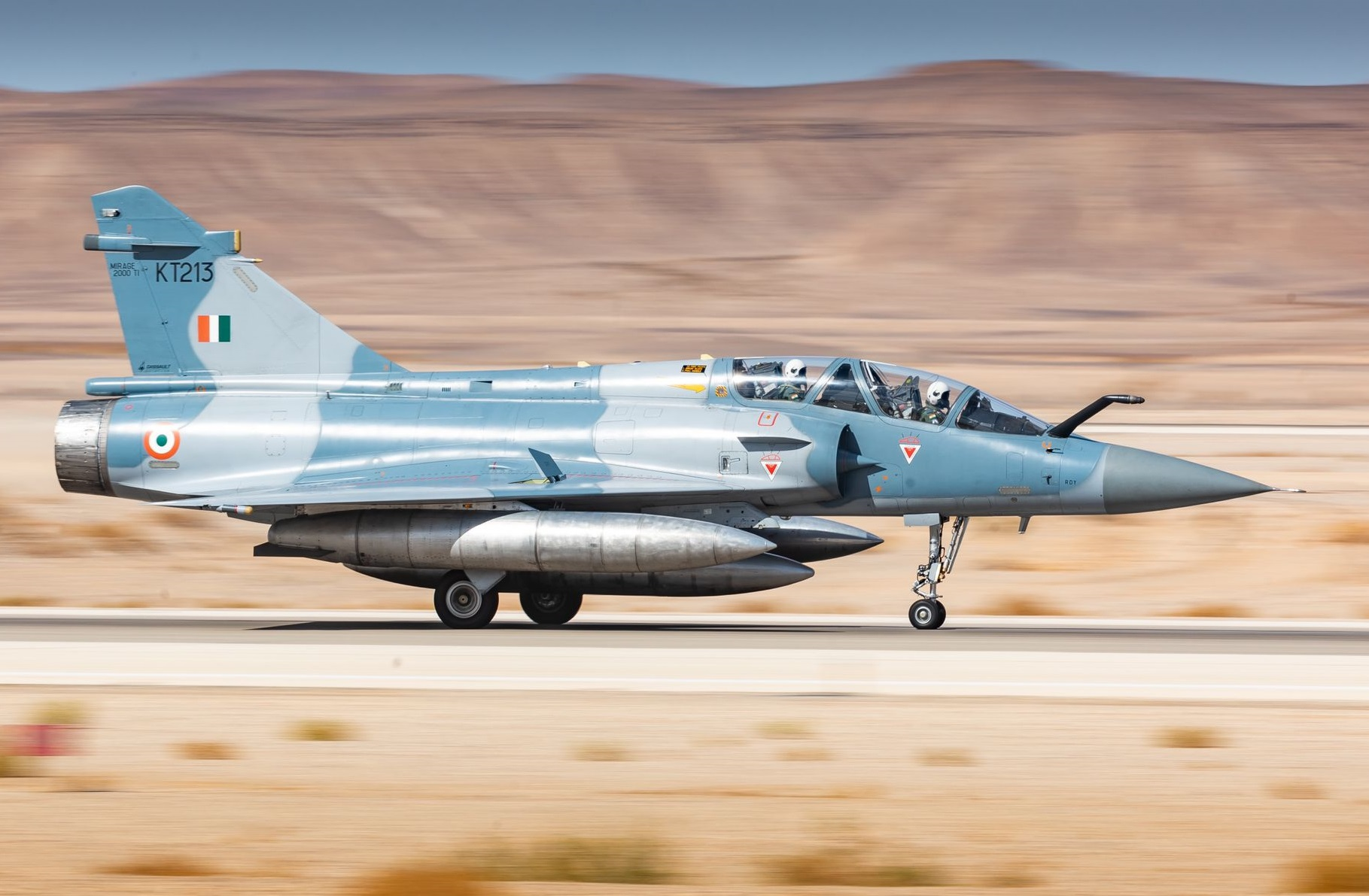
近代化改修後のミラージュ2000TI。2021年にイスラエル空軍主催で行われたブルーフラッグ演習にて撮影。

近代化改修
2011年7月にはダッソーとの間で、24億ドルで51機のミラージュ2000H/THをミラージュ2000-5Mk.2仕様に近代化改修する契約が結ばれた。
インド空軍からは改修テストベッドとして単座型と複座型が1機ずつフランスに貸し出され、ダッソーとタレス・グループによりイストル＝ル・テューブ空軍基地で改修が行われた。2013年10月5日には改修機が初飛行して開発が続けられ、2015年3月25日に初めて改修された2機がインド空軍に引き渡された。改修後の機体はミラージュ2000I/TIに呼称が変更されている。また残りの機体はバンガロールのヒンドスタン航空機において改修作業が行われる。
実戦経験
1999年のカルギル戦争においては、インド空軍のミラージュ2000は管理ラインを越えてインド実効支配地域に侵攻してきたパキスタンの正規軍と民兵組織に対する爆撃任務に投入された。特にフランス製のBGL-1000やぺイブウェイIIを使っての精密爆撃に効果を発揮した。
2019年2月には、プルワマ襲撃事件を起こしたパキスタン武装組織ジャイシュ＝エ＝ムハンマド（JeM）の訓練キャンプに対する報復攻撃に投入され、Su-30MKIによるエスコートを受けた12機のミラージュ2000H（-5Mk.2ノンアップグレード機）が、ラファエル・スパイス2000誘導爆弾を投下し、JeM幹部ら200〜300名を殺害した。

### ペルー

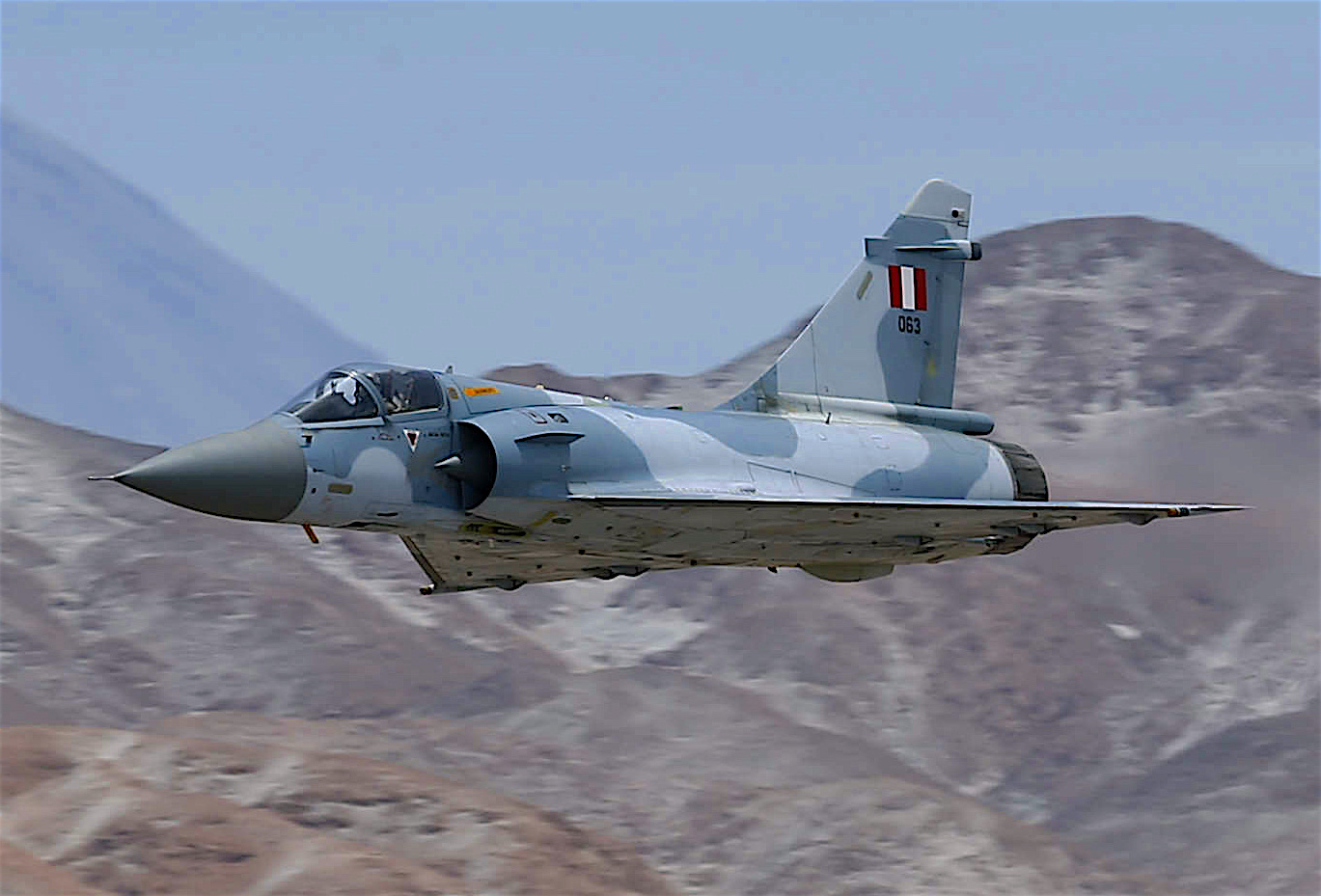
ペルー空軍のミラージュ2000P

ペルー空軍は、1982年12月に16機（単座のミラージュ2000P 14機と、複座のミラージュ2000DP 2機）のミラージュ2000を発注した。この契約にはさらに10機分（単座のミラージュ2000P 8機と、複座のミラージュ2000DP 2機）のオプションが付与されていた。
その後の経済危機により1984年7月に再交渉が行われた結果、最終的な導入機数は12機（単座のミラージュ2000P 10機と、複座のミラージュ2000DP 2機）に削減され、1986年12月から引き渡しが始まった。
ペルー空軍の機体は、エンジンはM53-P2であるが、レーダーはRDMである。また、対地攻撃用にATLIS II照準ポッドやBGLレーザー誘導爆弾、AS.30L空対地ミサイルなどの対地攻撃兵装も運用可能となっている。
1995年の1月から2月にかけてエクアドルとの間に勃発したセネパ紛争においては特筆に値する活躍はしていない。一説には経済危機による予備部品不足から、紛争勃発当時に稼働可能な機体は3機だったともいわれる。 

### ギリシャ

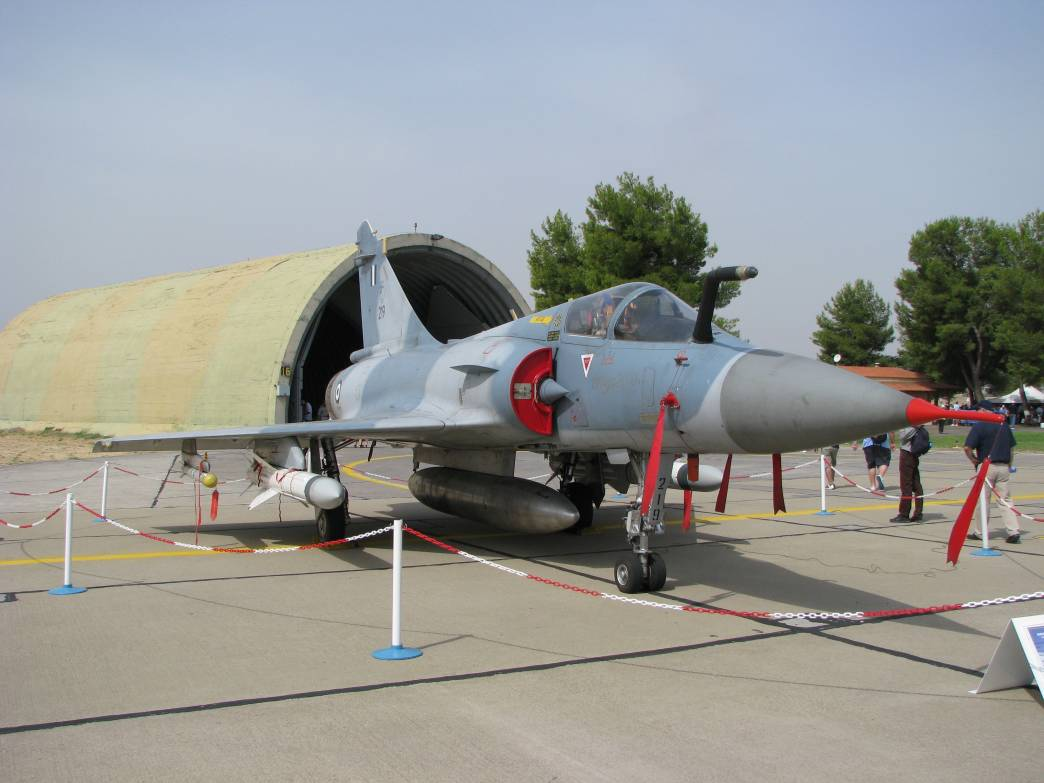
ギリシャ空軍のミラージュ2000EG。両主翼下にAM39エグゾセ空対艦ミサイルを装備している。

ギリシャ政府は、1985年3月に単座型のミラージュ2000EG 36機と複座型のミラージュ2000BG 4機の計40機を導入することを発表した。
ギリシャ空軍は、1988年からミラージュ2000の受領を開始し、タナグラ空軍基地の第114戦闘航空団隷下の第331飛行隊と第332飛行隊に配備した。
また、エーゲ海に浮かぶスキロス島の第135戦闘航空群（135 Combat Group）に、2機の航空機と3～4名のパイロットをローテーションで展開させて、トルコ空軍機の領空侵犯に備えている。
1996年には、領空侵犯したトルコ空軍のF-16Dブロック40を格闘戦の末、マジック2短射程空対空ミサイルで撃墜している（パイロットは死亡、コパイロットはギリシャ軍により救出）。
ギリシャ政府は2000年に、単座型10機と複座型5機の、計15機のミラージュ2000-5 Mk.2を追加導入することを発表した。2007年3月1日にミラージュ2000-5 Mk.2の最初の機体がタナグラ空軍基地に到着し、同年11月23日に最後の機体を引き渡したのを最後に、ミラージュ2000の新規生産は終了した。
ミラージュ2000-5 Mk.2を配備されることになった第331飛行隊は、2007年3月3日から機種転換訓練を開始し、2008年5月には機種転換訓練を完了した。
2022年1月19日、第332飛行隊はフランスから6機のラファールを受領して機種転換訓練を開始したのに伴い、ミラージュ2000EGM/BGMは退役した。これに伴いギリシャ空軍に残るミラージュ2000は、第331飛行隊に配属された25機（単座型20機、複座型5機）のミラージュ2000-5 Mk.2のみになった。
2024年時点で、ミラージュ2000-5EG Mk2×19機、ミラージュ2000-5BG Mk2×5機を運用しており、さらにミラージュ2000EG×10機を保管中とされる。
近代化改修
ギリシャ政府が2000年に15機のミラージュ2000- Mk.2を発注した際、10機のミラージュ2000EGMをダッソーから提供された改修キットを使って、ヘレニック・アエロスペース・インダストリーズにおいてミラージュ2000-5 Mk.2仕様に改修することとした
また、ミラージュ2000-5 Mk.2仕様に改修されなかったミラージュ2000EGMも、慣性航法装置だけはオリジナルのSAGEM製ULISS 52Eから、ミラージュ2000-5 Mk.2と同型のタレス製TOTEM 3000 リングレーザージャイロ式慣性航法装置に換装された。
2016年にはさらに17機のミラージュ2000EGMをミラージュ2000-5 Mk.2仕様に改修する計画も立てられた。これは近年の経済危機から遅延を余儀なくされたが、フランス側から早急に改修計画を履行するように強い圧力がかかったとの情報がある。理由としては、ミラージュ2000の改修に必要な部品の生産ラインが一旦閉じてしまえば、生産ラインの再開に必要な資金を集めるのはギリシャの財政事情的に事実上不可能なため、インド空軍のミラージュ2000H/TH向けの改修用部品を製造するためにラインが開いているうちに注文を確定してもらわないと、ミラージュ2000の改修が不可能となるためであるが、最終的には断念された。
兵装
ギリシャ空軍のミラージュ2000EG/BGはマジックIIとシュペル530Dを装備しての全天候迎撃を主任務とするほか、AM39エグゾセ空対艦ミサイルを装備しての対艦攻撃も任務とする。
空対艦攻撃は、1999年3月から第331飛行隊の任務となっており、エグゾセの運用能力を付与する改修を受けた機体はミラージュ2000EGM/BGMに改名された。第331飛行隊がミラージュ2000-5への機種転換を始めた2007年3月以降は、第332飛行隊が空対艦攻撃任務を引き継いだ。
ミラージュ2000-5 Mk.2は、新型のMICA EM/IR 空対空ミサイルを装備しての全天候迎撃を主任務とするほかに、SCALP-EG 空中発射型巡航ミサイルの運用能力が付与されており、同ミサイルを使ってのスタンドオフ攻撃も任務とされている。

### アラブ首長国連邦

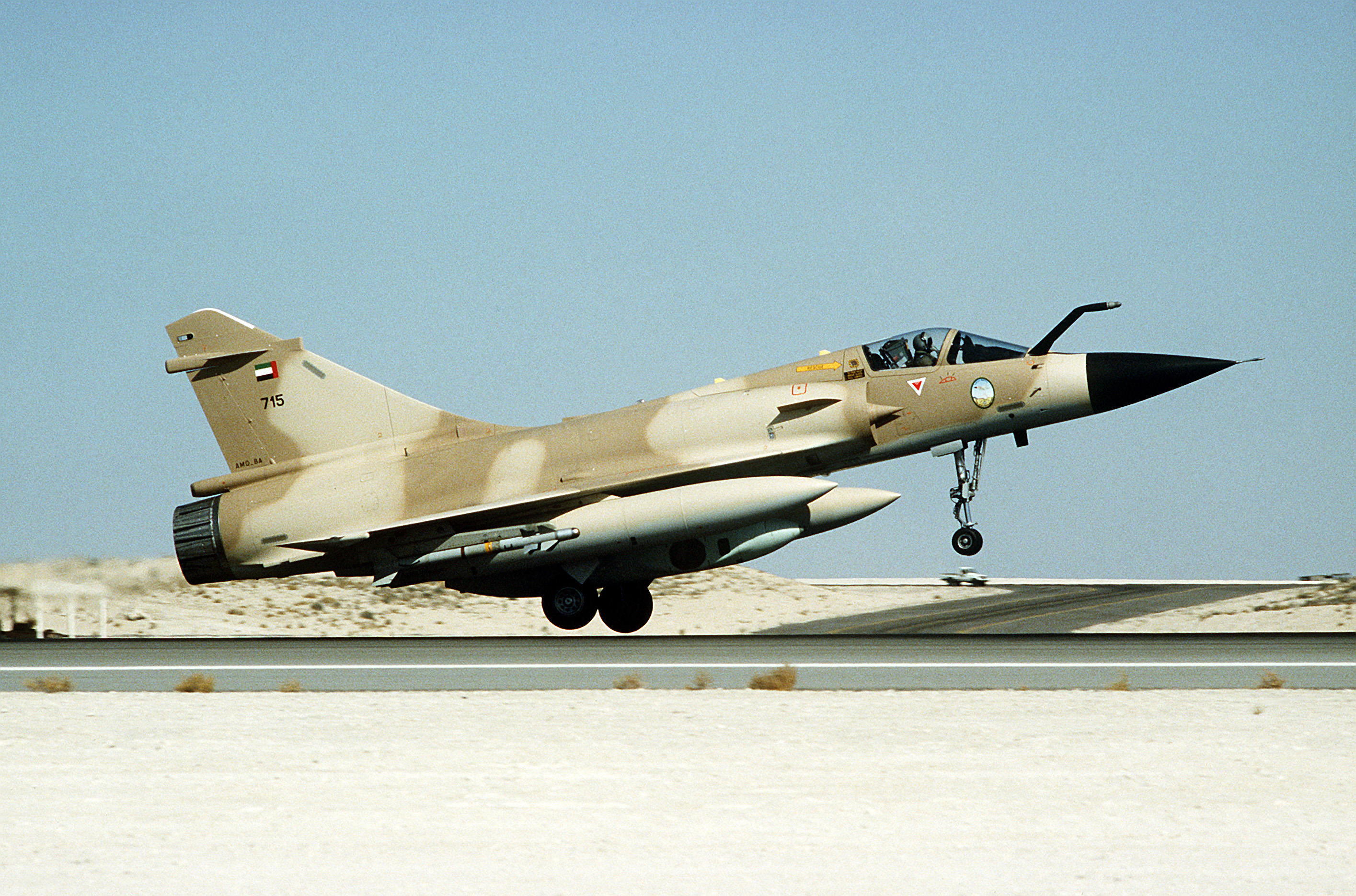
胴体下に偵察ポッドを搭載した、ミラージュ2000RAD

アラブ首長国連邦空軍 (United Arab Emirates Air Force) は、1986年に36機のミラージュ2000EAD/DAD/RADを発注した（単座型のEAD 22機、複座型のDAD 6機、単座偵察型のRAD 8機）。このうちRADはミラージュ2000シリーズ唯一の偵察型で、機体本体には偵察機器を搭載していないが偵察ポッドの運用能力を持っている。
自己防御装備は、イタリアのエレットロニカ（Elettronica Group）製ELT/158レーダー警戒受信機と、同社製ELT/558電子妨害装置を搭載している。
1998年には、改良型のミラージュ2000-9を62機導入することを決定。うち32機（単座型のミラージュ2000-9 20機と、複座型のミラージュ2000-9D 12機）はフランスから新造機を導入するが、残りの30機は既存のミラージュ2000EAD/DAD/RADをミラージュ2000-9仕様に改修する事とした。これによりアラブ首長国連邦空軍はフランス国外でのミラージュ2000新造機購入数では最多の68機を購入した。
ミラージュ2000-9の新造機は1999年4月から2004年までに納品され、既存の機体の改修も2007年までには完了した。また兵装システムも納品当初はSAD91と呼ばれる暫定的な兵装システムで納品されていたが、2005年にはSAD92と呼ばれる完成型の兵装システムの開発が完了し、既存の機体のシステムもすべて更新された。
ミラージュ2000-9は、基本的にはミラージュ2000-5 Mk.2と同じ機体であるが、一部の電子装備が異なっている。
- 自己防御システムはIMEWSへ変更。
- シャハブ（Shahab、ダモクルのこと）照準ポッドの運用能力を付与。
- ブラック・シャヒーン（Black Shaheen、SCALP-EGのこと）巡航ミサイルの運用能力を付与。

近代化改修
2020年2月26日に、アラブ首長国連邦とロッキード・マーティンの間で、ミラージュ2000-9にスナイパーXP照準ポッドの運用能力を付与させる改修を行うことで合意した。
実戦経験
1991年の湾岸戦争（砂漠の嵐作戦）では、フランス空軍の機体と共に多国籍軍の一翼を担っていた。
2011年リビア内戦では、リビア飛行禁止空域の監視任務（オデッセイの夜明け作戦、ユニファイド・プロテクター作戦）に参加している。

### 中華民国（台湾）

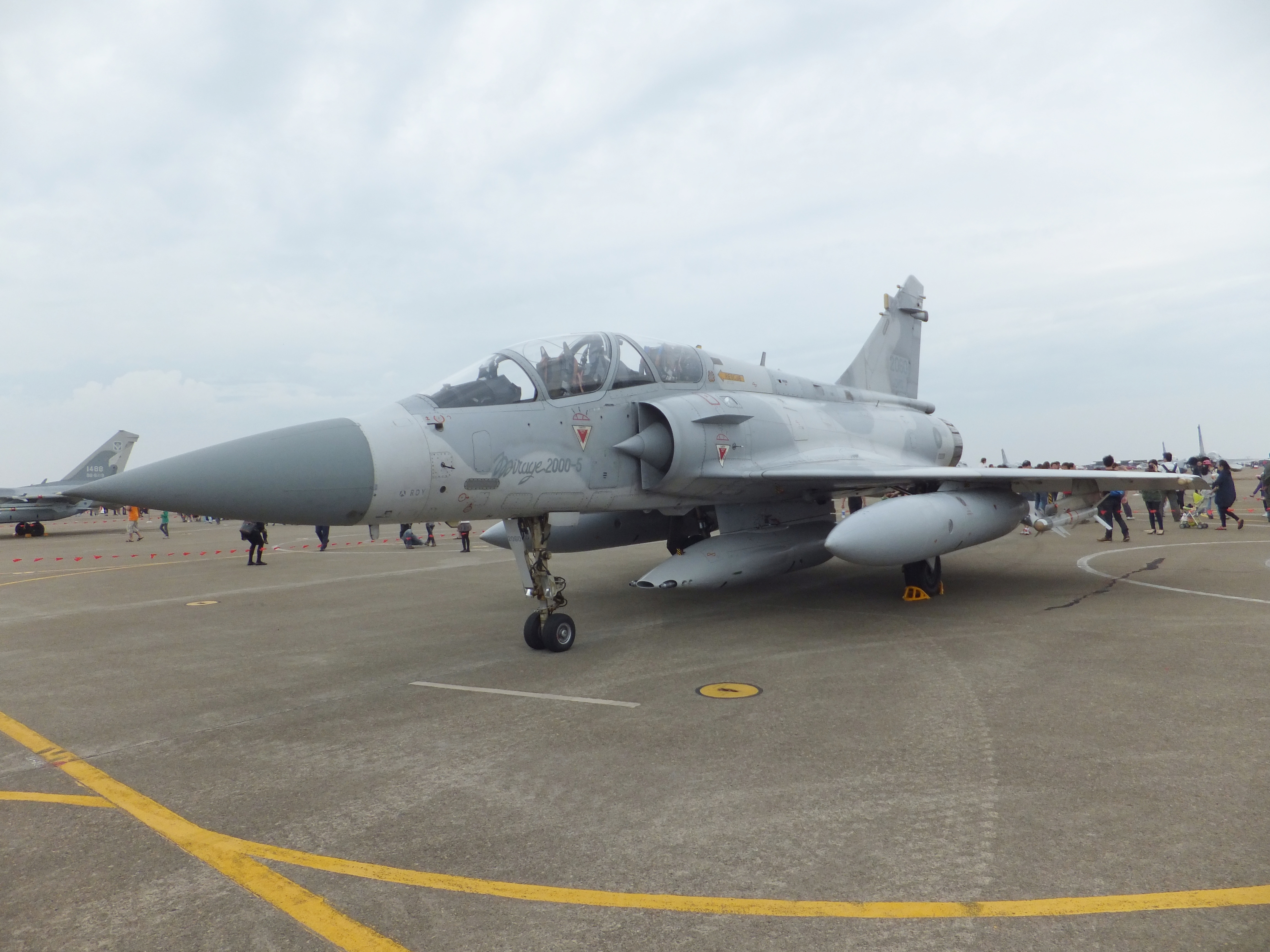
中華民国空軍のミラージュ2000-5Di。胴体下に搭載したガンポッドと、風防前面の空中給油用プローブが無いことに注目。

1980年代の中華民国空軍は、主力制空戦闘機であったF-104 スターファイターの老朽化に直面していた。中華民国政府はF-104の後継機としてF-16の売却をアメリカに要請していたが、中華人民共和国との関係を重視していたアメリカはF-16の売却を拒否した。アメリカは代わりにF-20 タイガーシャークとF-16/79の売却を提案したが、中華民国はこれらの機体を導入する代わりに、独自にF-CK-1経国の開発を進めていった。
フランスは1992年に、中華民国にミラージュ2000-5の購入を打診した。当初は120機を導入するともいわれていたが、最終的には60機（単座型のミラージュ2000-5Ei 48機と、複座型のミラージュ2000-5Di 12機）の導入が決定された。
中華民国空軍がフランス製戦闘機を導入するのは、1937年にドボワチーヌD.510Cを購入して以来のことだったので、ミラージュ2000-5を導入する際には、兵装として960発のMICA EMと480発のマジックII、機関砲を内蔵していない複座型の射撃訓練に使うためのDEFA 554 30mm機関砲を2門搭載したガンポッドが複数引き渡されたほか、増槽やヘルメット、耐Gスーツなどの各種装備品も新たに導入した。
中華民国空軍のミラージュ2000-5は、新竹市の新竹空軍基地に配置された第2戦術戦闘機連隊隷下の第41/第42/第48飛行中隊に配備されている。このうち、第48飛行中隊は転換訓練部隊である。
第1号機の引き渡し式典は、1996年5月7日にフランスにあるダッソー社のボルドー工場で行われた。中華民国へのフェリーは翌年に行われ、第2連隊が民国86年（西暦1997年）5月に最初のミラージュ2000-5を受領してF-104からの転換訓練を開始し、同年12月に第41飛行中隊の転換訓練が完了。翌民国87年（西暦1998年）11月に60機全てのミラージュ2000を受領した。

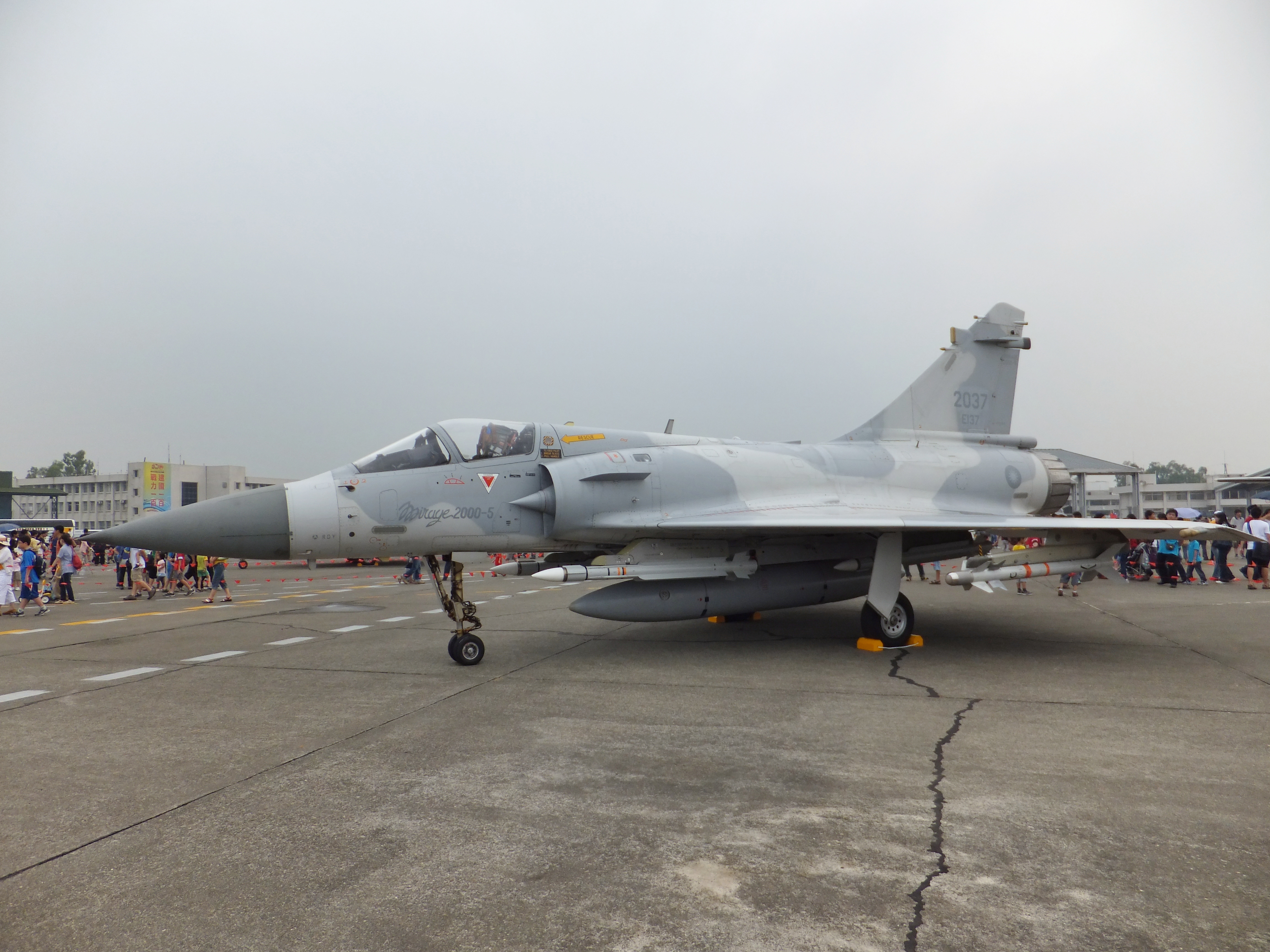
中華民国空軍のミラージュ2000-5Ei。 胴体中央線下に増槽を搭載しているほか、主翼外側に赤外線追尾式のR.550を2発、主翼付け根部分にアクティブ・レーダー・ホーミング式のMICA EMを4発、合計6発の空対空ミサイルを装備。
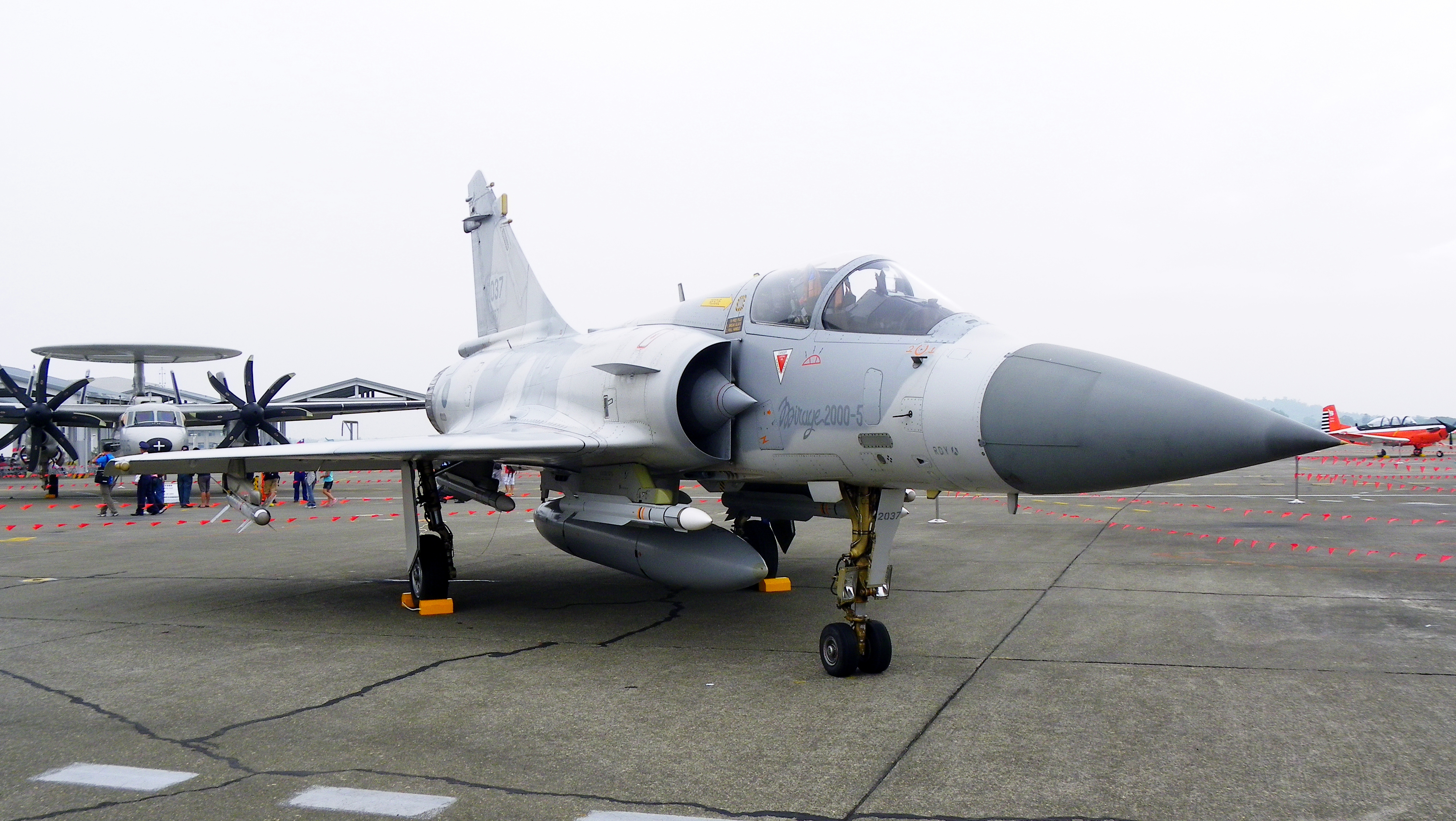
中華民国空軍のミラージュ2000-5Ei。 胴体中央線下に増槽を搭載しているほか、主翼外側に赤外線追尾式のR.550を2発、主翼付け根部分にアクティブ・レーダー・ホーミング式のMICA EMを4発、合計6発の空対空ミサイルを装備。対地攻撃能力は一切有していない。
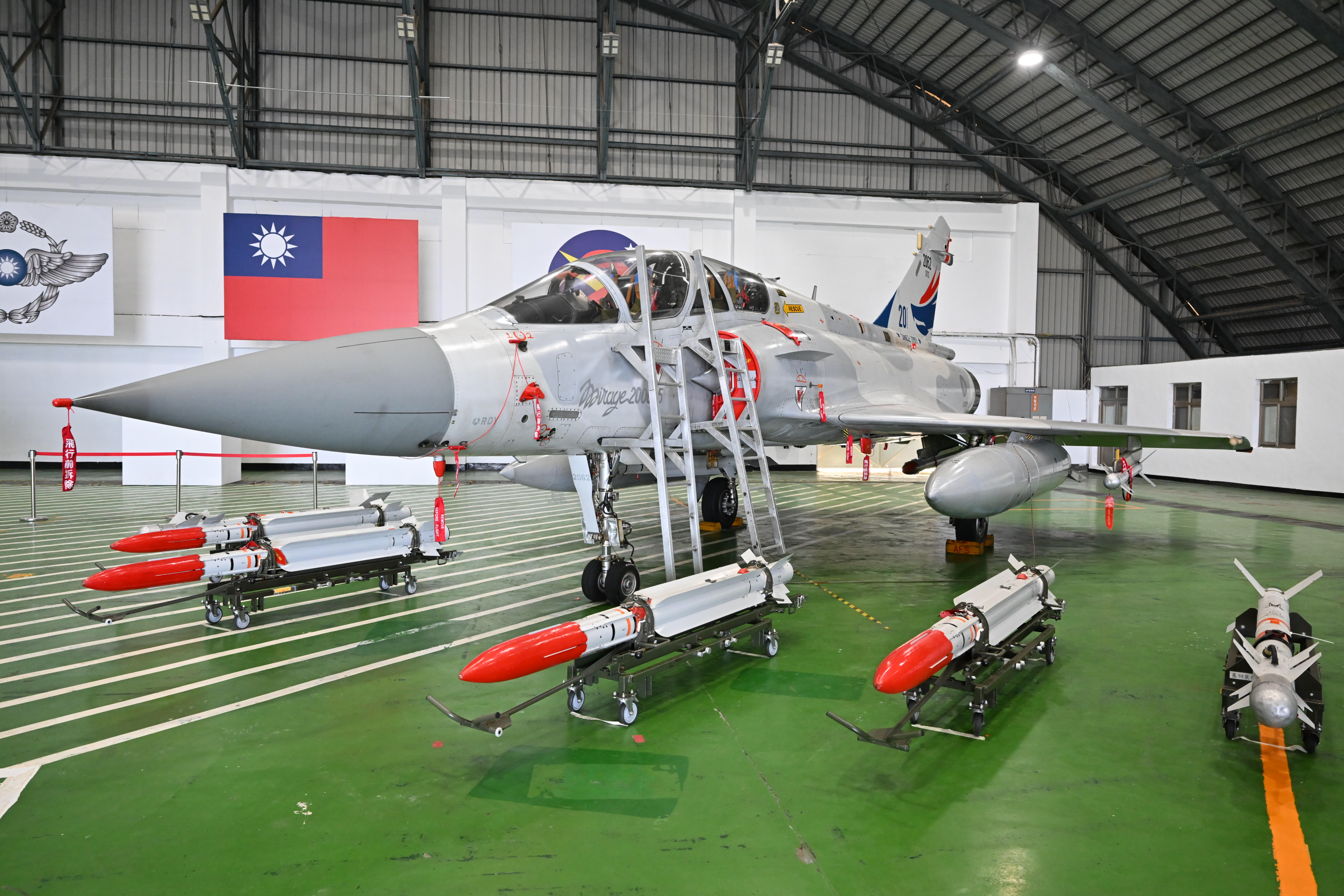
中華民国空軍のミラージュ2000-5DI。 胴体中央線下に増槽を搭載しているほか、主翼外側に赤外線追尾式のR.550を2発、主翼付け根部分にアクティブ・レーダー・ホーミング式のMICA EMを4発、合計6発の空対空ミサイルを装備。

### カタール

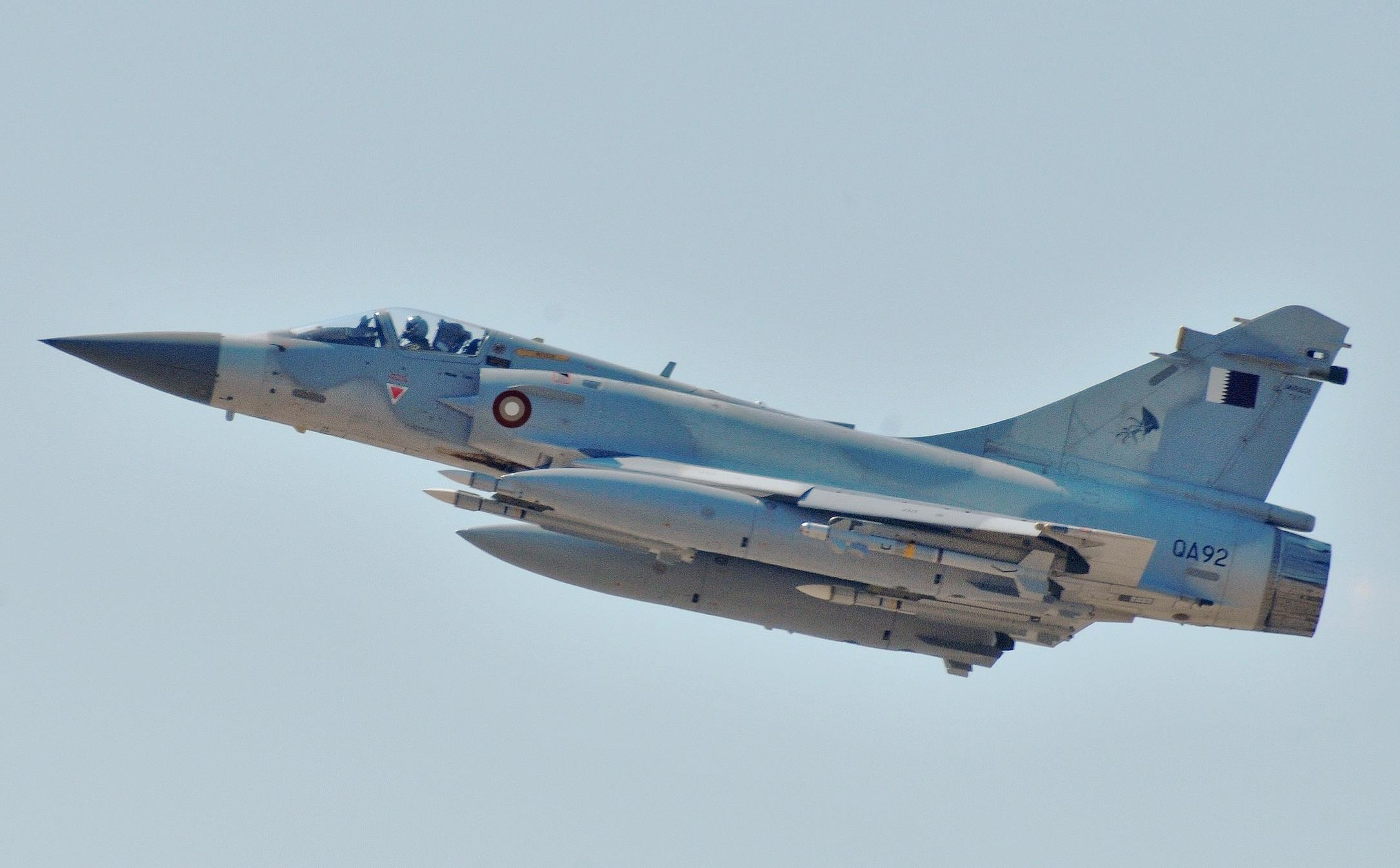
カタール空軍のミラージュ2000-5EDA

カタール空軍は1994年にフランスから12機のミラージュ2000-5EDA/-5DDA（内訳は、単座型のミラージュ2000-5EDA 9機と、複座型のミラージュ2000-5DDA 3機）を16億ドルで購入契約を交わし、1997年からの引き渡しを受けた。
カタール空軍のミラージュ2000-5は、台湾の機体が防空戦闘を主任務とするのとは対照的に、アパシュ巡航ミサイルなどの運用能力を付与されたマルチロール機となっている。
カタール空軍のミラージュ2000-5は、短期間の運用後に保管状態に置かれ、売却が検討された。一時はインドへの売却交渉も行われたが、インドが提案した買取価格（3億7500万ドル）がカタールの売却希望価格の半額以下だったことから、2009年中ごろに交渉は打ち切られた。
2011年には、リビアでの内戦において、国際連合安全保障理事会決議1973に基づいて設定された飛行禁止空域の監視（オデッセイの夜明け作戦およびユニファイド・プロテクター作戦）のために、カタール空軍のミラージュ2000-5のうち6機がアメリカアフリカ軍の指揮下で作戦に従事した。
カタール空軍は2015年に24機のダッソー ラファール、2017年に24機のユーロファイター タイフーンを導入する契約を交わしており、ミラージュ2000-5の退役はそう遠くないものと思われる。

### ブラジル

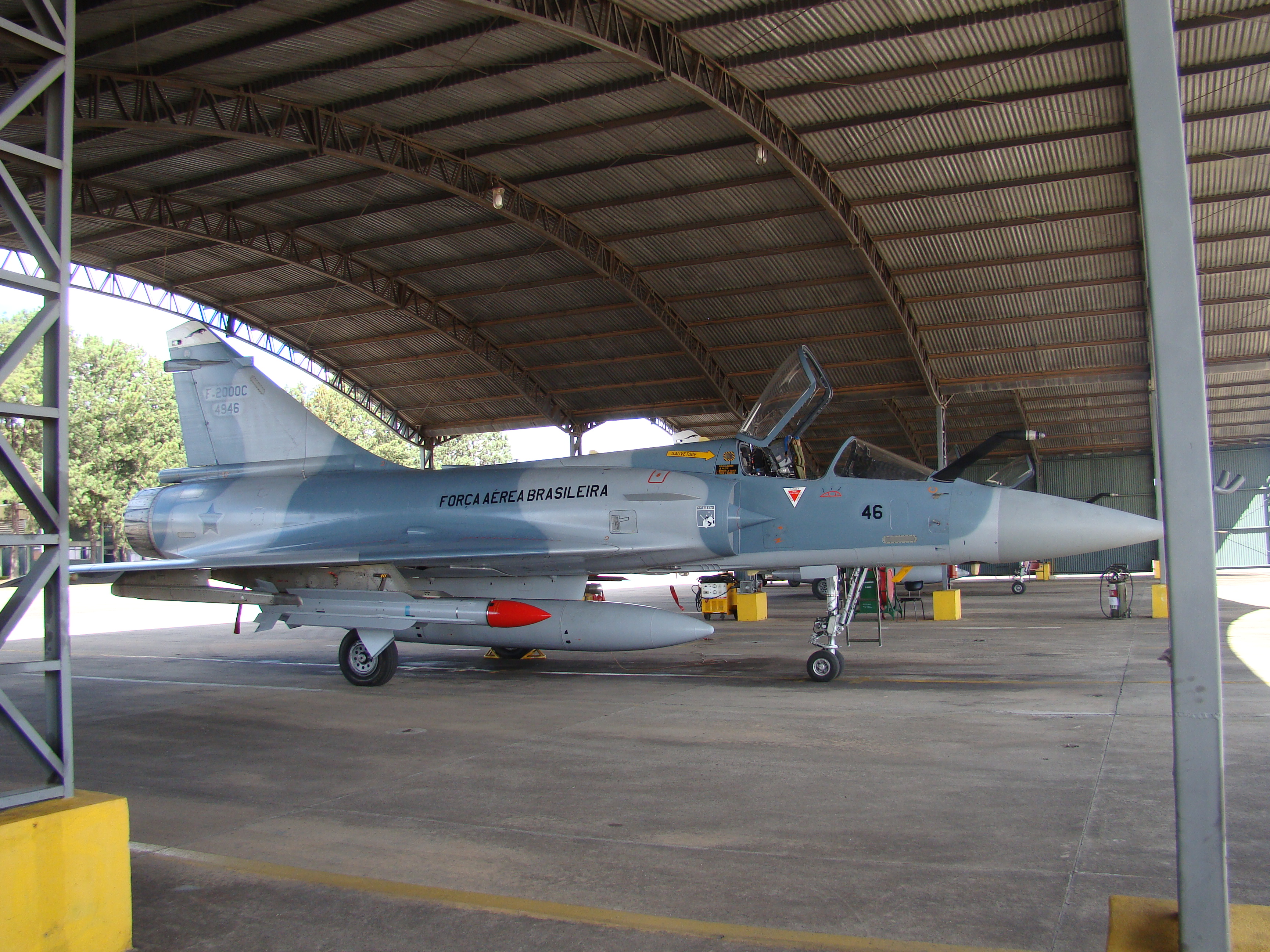
ブラジル空軍のミラージュ2000C（2008年撮影）。主翼下にシュペル530Dを装備している。

ブラジル空軍では、運用寿命が迫っていたミラージュIII（F-103）の暫定後継機として、2005年にフランス空軍から中古のミラージュ2000を12機（単座型のミラージュ2000Cを10機、複座型のミラージュ2000Bを2機）受領する契約を結んだ。売却価格は、パイロットや地上要員の訓練や運用支援を含めて、8,000万ユーロであった。
ブラジル空軍は、2006年から2008年にかけて、1年に4機ずつのミラージュ2000を受領した。
ブラジル空軍のミラージュ2000はアナポリス空軍基地の第1防空戦闘航空群（1.° Grupo de Defesa Aérea）に配備され、F-2000と呼称された。
ブラジル空軍のミラージュ2000はミラージュIIIと同様に防空戦闘を主任務としており、兵装はマジックIIとシュペル530Dであった。
しかし、2013年にブラジル空軍のミラージュ2000は退役した。第1防空戦闘航空群には暫定的にF-5EMが配備されており、FX-2選定において選定されたグリペンNG（F-39）の配備が始まる2021年まではF-5EMを運用する計画である。

### ウクライナ
2022年ロシアのウクライナ侵攻におけるフランスからウクライナへの支援として2025年2月6日よりミラージュ2000の供与が始まる。2025年第1四半期に供与が決まっていた6機のミラージュ2000-5Fの第一陣で、到着した基地や機数は防衛機密のため明かされていない。また、2024年中にナンシィ・オシェイ空軍基地でウクライナ人パイロットおよび地上要員の訓練が行われていたとみられる。2025年7月22日、夜間の飛行任務において機器の故障によりミラージュ2000のうち1機が墜落事故を起こしたが、パイロットは脱出し無事だった。

## 派生型
ミラージュ2000A
プロトタイプ。
ミラージュ2000C（ミラージュ2000C-S1/S2/S3）
フランス空軍向け初期量産型。レーダーはRDM、エンジンはスネクマM53-5を装備。
ミラージュ2000DA（ミラージュ2000C-S4/S5）
フランス空軍向け本格量産型。DAは『Defense Aerienne（防空）』の略で、防空能力を向上させている。レーダーはRDI、エンジンはスネクマM53-P2にそれぞれ変更されている。
ミラージュ2000B
機関砲を外してシートを増設した複座型。
ミラージュ2000D
後述のミラージュ2000Nをベースに、核兵器運用能力をオミットする代わりに通常兵器による対地攻撃能力を強化した戦闘爆撃機型。なお、フランス空軍以外のものは後述のミラージュ2000Eの複座型を示す。
ミラージュ2000E
ミラージュ2000Cの輸出型。RDMレーダーを搭載し、対地攻撃能力を強化。
ミラージュ2000N
ミラージュ2000Bに核弾頭搭載の巡航ミサイルASMPの運用能力を付与した、ミラージュIV後継の戦略爆撃機型。量産機ではエンジンは改良型のM53-P2を搭載し、従来より出力が1割ほど強化された。
ミラージュ2000R
偵察ポッドの運用を可能にしたタイプ。アラブ首長国連邦のみ採用。
ミラージュ2000-5
次世代型と呼ばれ、大幅な改良を施したマルチロール型。ミラージュ2000Nと同じ強化型エンジンを搭載し、新型のRDYレーダーを装備し、MICAミサイルの運用能力を得たほか、コックピットをグラスコックピット化。
ミラージュ2000-5 Mk.2
ミラージュ2000-5に、レーダー改良・航法装置の改良・データ処理能力の向上・電子戦能力の強化を施した型。アラブ首長国連邦向けのものはシステム構成が大きく異なるためミラージュ2000-9と呼ばれる。なお、レーダーはRDY-2が搭載されている。
ミラージュ2000AT
ミラージュ2000-5 Mk.2をベースにレーダーや自衛機器を外した練習機型。計画のみ。
ミラージュ4000
ダッソーの社内企画による、機体を大型化しM53エンジンを双発で搭載した拡張型。空軍機F-15や海軍機F-14のようなアメリカ合衆国製の高性能機に対抗して、当初から対外輸出を志向していた。大型戦闘機としては初となるCCV設計を導入するなど画期的な機体であったが、双発の大型戦闘機は過大戦力であるとしたフランス空軍が採用を見送ったことや、高コスト機ながら実績がなかったことなどが災いし、結局どの国・地域においても不採用に終わった。そのため試作機1機のみが製造されるに留まったが、その後ラファールの開発支援に用いられ、得られた飛行データはラファールの開発において大きな役割を果たした。

## スペック
- 乗員：1名
- 全長：14.4m
- 翼幅：9.1m
- 全高：5.2m
- 翼面積：41m2
- 自重：7,500kg
- 最大離陸重量：17,000kg

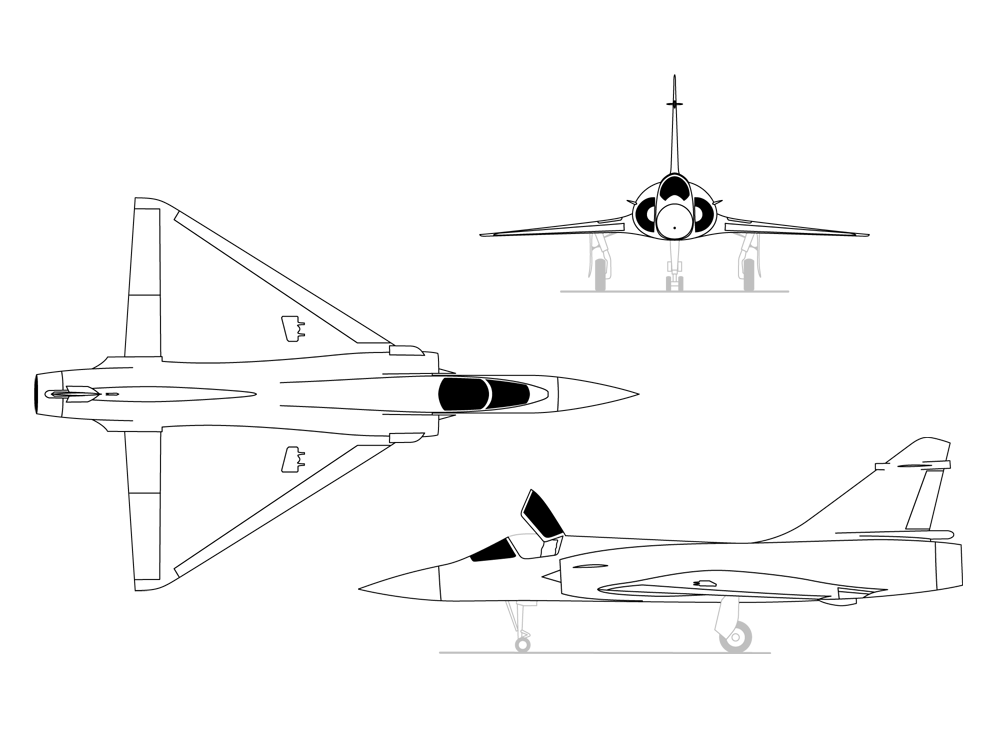
三面図

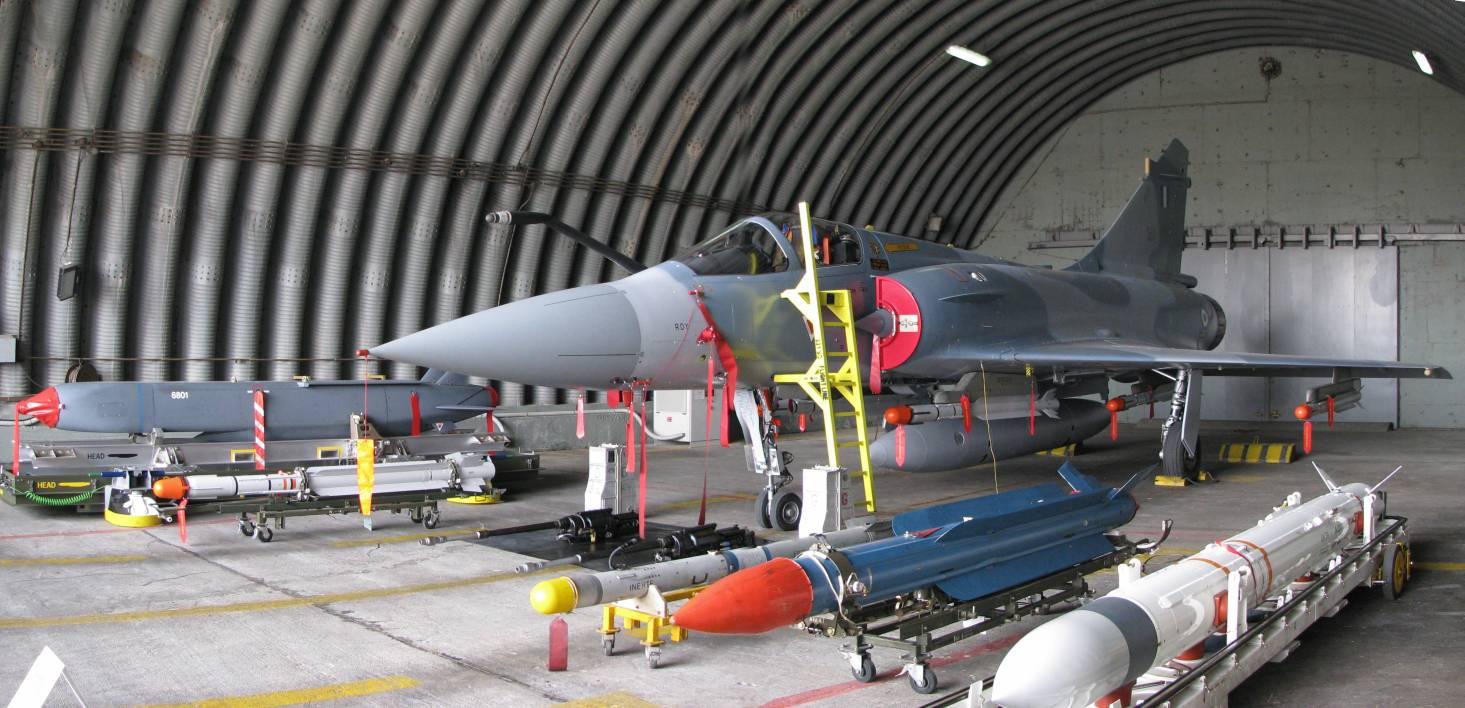
ミラージュ2000-5 Mk.2と搭載武装

- エンジン：スネクマ M53-P2ターボファンエンジン 1基
- 推力：6,600（9,700）kgp（A/B）
- 戦闘行動半径：1,480km
- 最大速度：2,340km/h
- 最大マッハ数：M2.2
- 上昇限度：16,750m
- 上昇率：17,000m/min
- 兵装搭載量：6,300kg
- 固定武装：DEFA 554 30mm機関砲 2門
- 搭載武装
  - 2000C型:R.550マジックII空対空ミサイル×2発・シュペル530D空対空ミサイル×2発・GBU-12誘導爆弾×2発・GBU-16誘導爆弾×1発・GBU-24レーザー誘導爆弾×1発・Mk.82無誘導爆弾×2発
  - 2000D型:AS-30Lレーザー誘導ミサイル×2発・GBU-12レーザー誘導爆弾×2発・GBU-16レーザー誘導爆弾×1発・GBU-24レーザー誘導爆弾×1発・GBU-49レーザー誘導爆弾×2発
  - 2000N型:ASMP-戦術核巡航ミサイル×1発・GBU-12レーザー誘導爆弾×2発・GBU-16レーザー誘導爆弾×1発・GBU-24レーザー誘導爆弾×1発・スパイス2000誘導爆弾×1発
  - 2000-5型:MIBD MICA・EM短距離空対空ミサイル×6発・MIBD MICA・IR短距離空対空ミサイル×6発・MIBD MICA・RF短距離空対空ミサイル×6発
  - 2000-9型:MIBD MICA・EM短距離空対空ミサイル×6発・MIBD MICA・IR短距離空対空ミサイル×6発・MIBD MICA・RF短距離空対空ミサイル×6発・PGM 500（英語版）モジュラー誘導爆弾×2発・PGM 2000モジュラー誘導爆弾×2発
  - 2000-I型:MIBD MICA・EM短距離空対空ミサイル×6発・MIBD MICA・IR短距離空対空ミサイル×6発・MIBD MICA・RF短距離空対空ミサイル×6発
  - 2000EG型:AM39エグゾセ空対艦ミサイル×2発
  - 2000EG-5Mk2型:AM39エグゾセ空対艦ミサイル×2発

## 採用国

### 運用国
- フランス（315機）

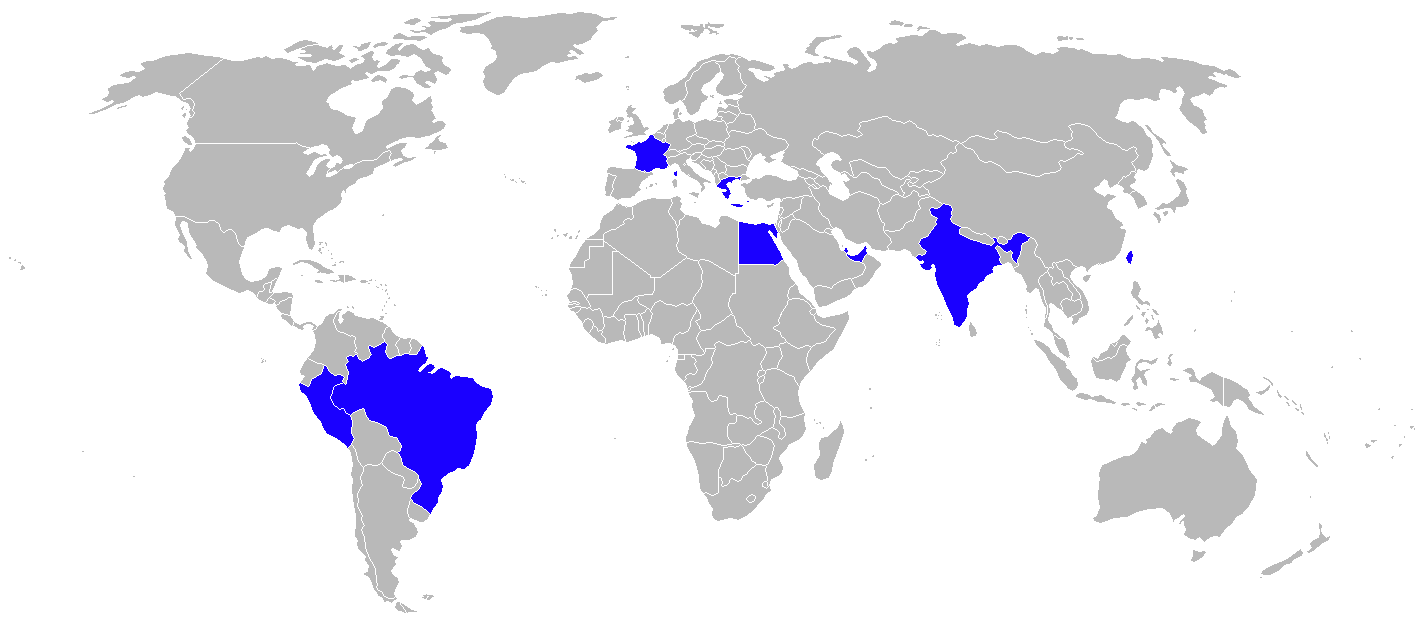
運用国（青）

  - ミラージュ2000C × 124（DAを含む。C全機、DA仕様に改修済。内37機を-5F仕様に改修。2024年時点の保有機は-5F型27機[53]）
  - ミラージュ2000B × 30（2024年時点の保有機は7機[53]）
  - ミラージュ2000N × 75（退役済み[53]）
  - ミラージュ2000D × 86（2024年時点の保有機は60機[53]）
- アラブ首長国連邦（68機）
  - ミラージュ2000EAD × 22（RAD、DADを含む30機を-9仕様に改修）
  - ミラージュ2000RAD × 8
  - ミラージュ2000DAD × 6
  - ミラージュ2000-9 × 20
  - ミラージュ2000-9D x 12
- インド（59機）（51機を-5 Mk.2仕様に改修予定。改修後の機体は、単座型がミラージュ2000I、複座型がミラージュ2000TIと呼ばれる。）
  - ミラージュ2000H × 46（2024年時点の保有機は37機[54]）
  - ミラージュ2000TH × 13（2024年時点の保有機は10機[54]）
- エジプト（20機）
  - ミラージュ2000EM × 16
  - ミラージュ2000BM × 4
- カタール（12機）
  - ミラージュ2000-5EDA × 9
  - ミラージュ2000-5DDA × 3
- ギリシャ（55機）
  - ミラージュ2000EG × 36（10機を-5 Mk.2仕様に改修）
  - ミラージュ2000BG × 4
  - ミラージュ2000-5 Mk.2 × 15（単座型10機、複座型5機。-5EG/BGとも呼ばれる）[55]
- 中華民国（台湾）（60機）
  - ミラージュ2000-5Ei × 48
  - ミラージュ2000-5Di × 12
- ペルー（12機）
  - ミラージュ2000P × 10
  - ミラージュ2000DP × 2
- ブラジル（12機）
  - ミラージュ2000C × 10（フランス空軍の中古機。ブラジル空軍正式名F-2000C）
  - ミラージュ2000B × 2（フランス空軍の中古機。ブラジル空軍正式名F-2000B）
- ウクライナ
  - ミラージュ2000D（フランス空軍の中古機）

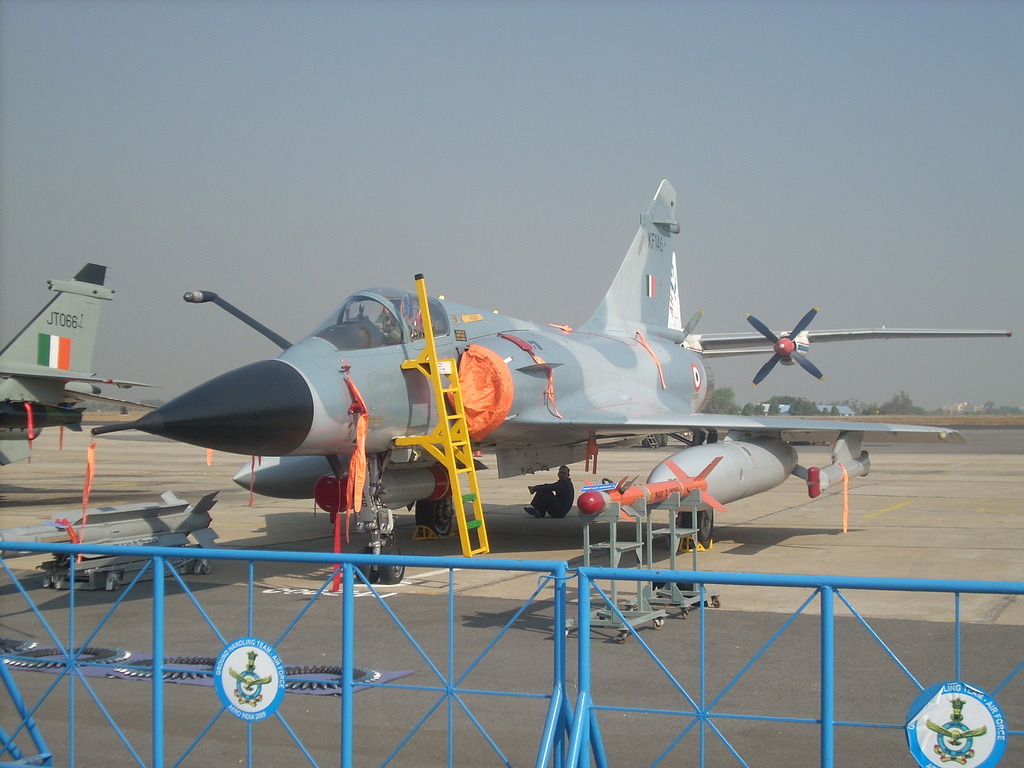
インド空軍のミラージュ2000H
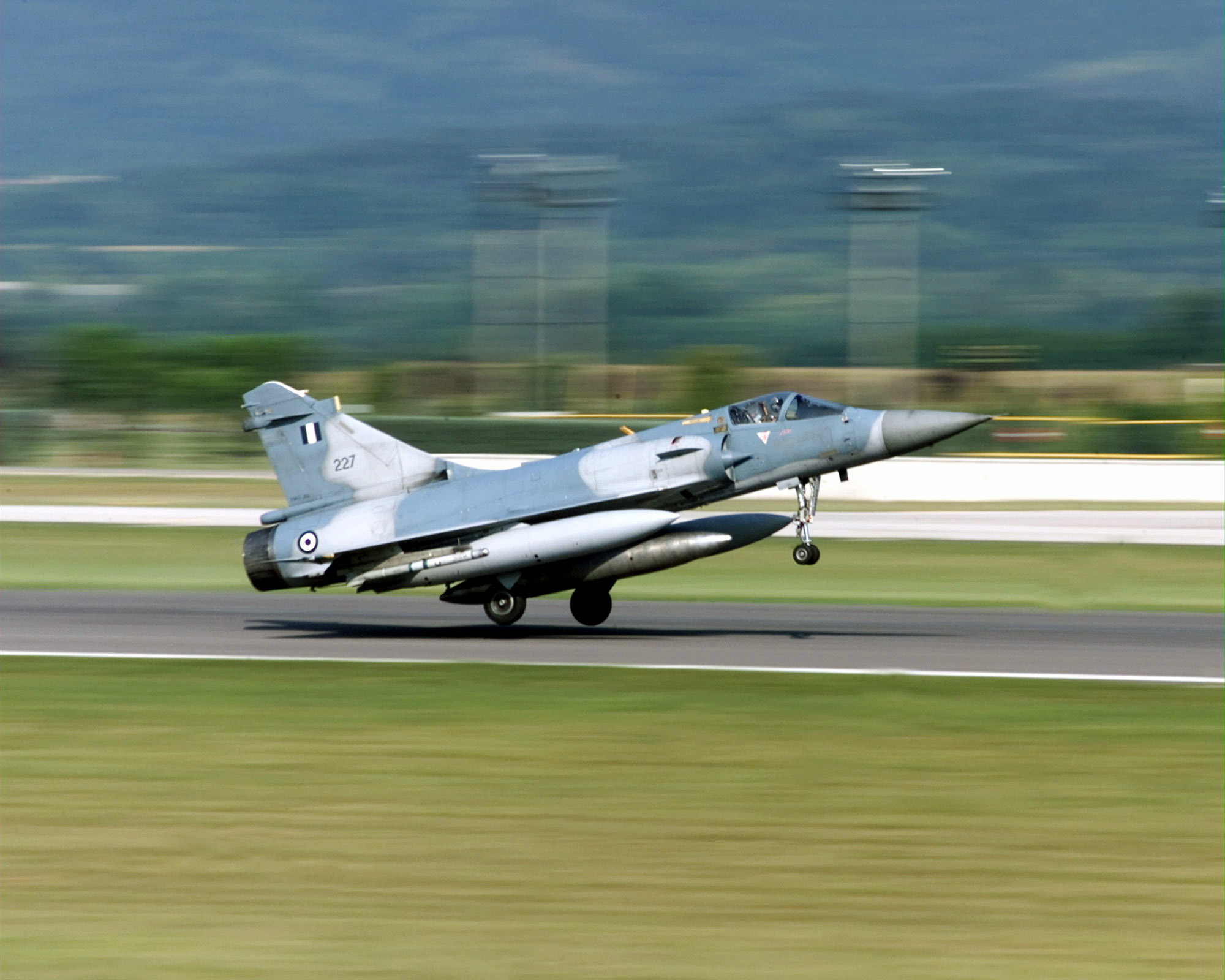
ギリシャ空軍のミラージュ2000EG
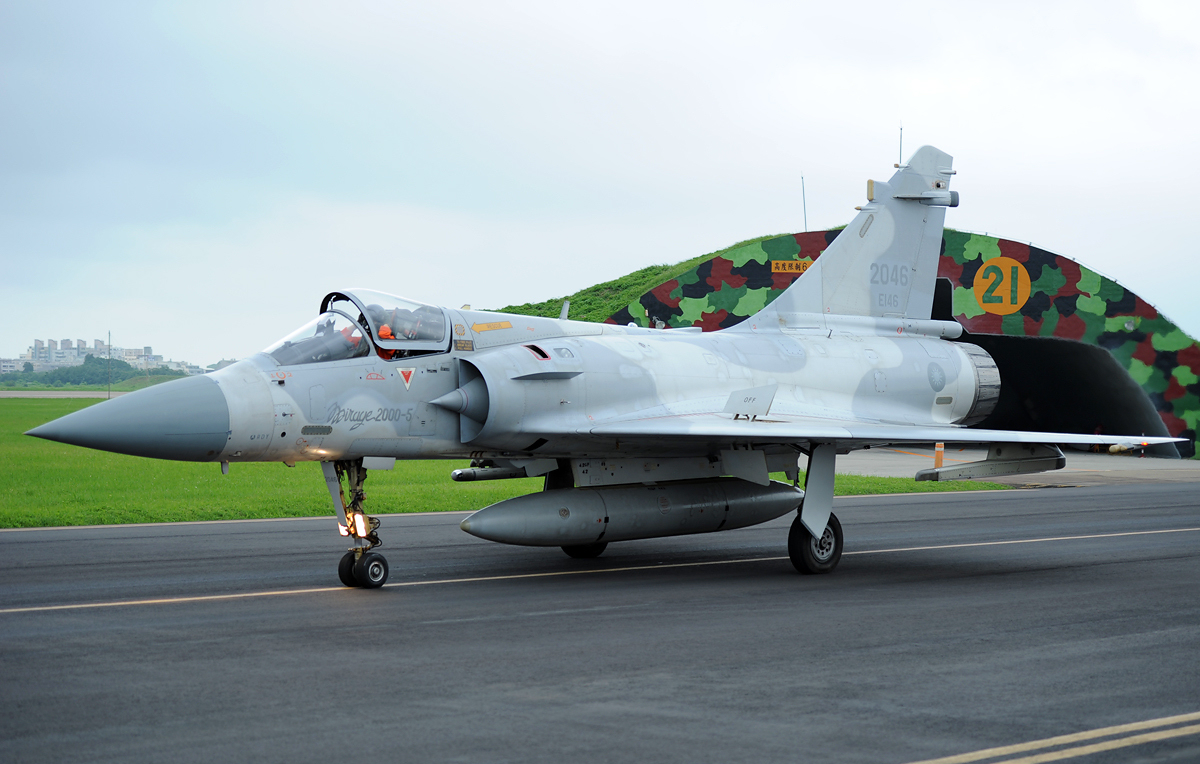
台湾空軍のミラージュ2000-5Ei
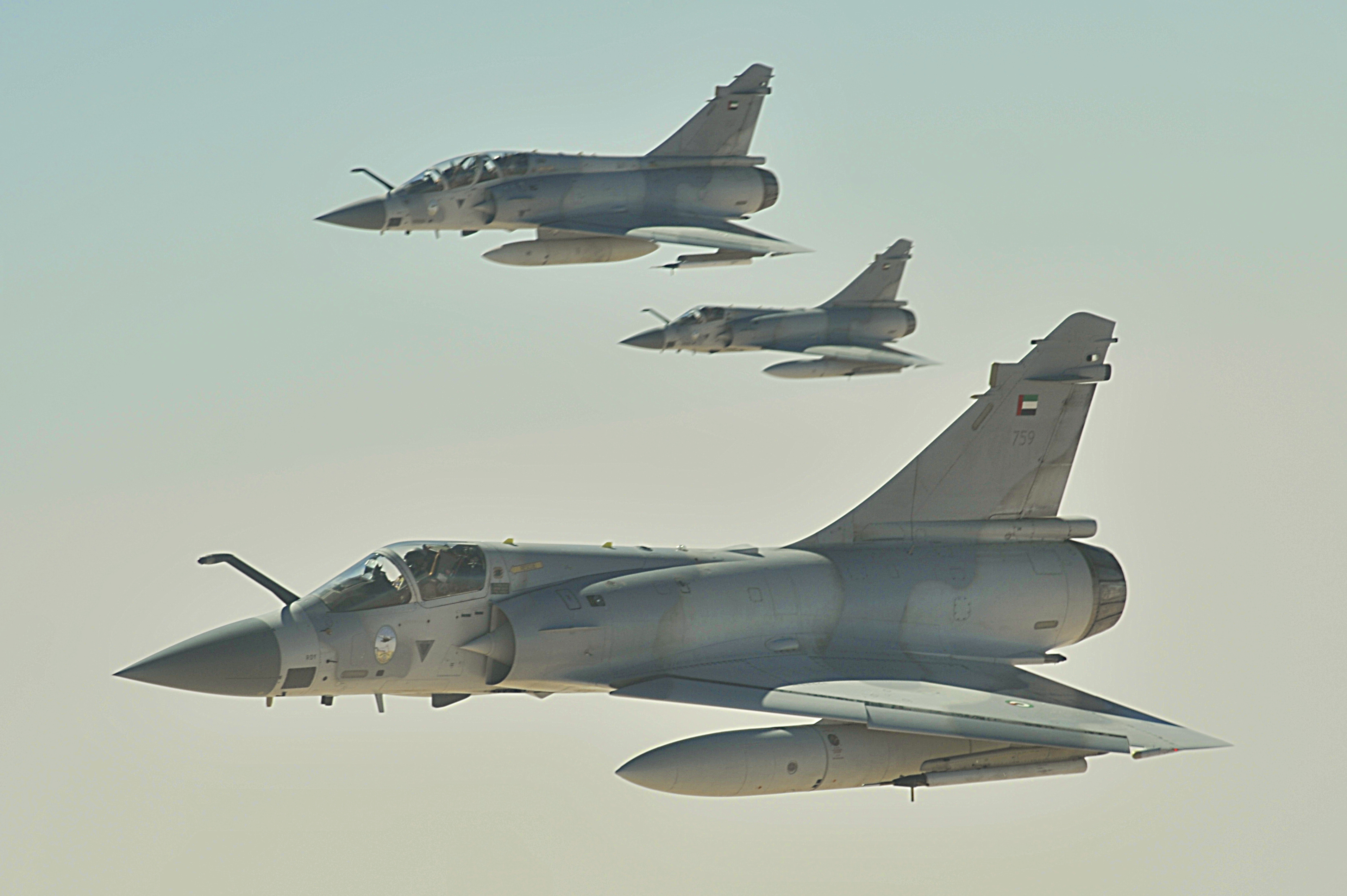
アラブ首長国連邦空軍のミラージュ2000-9

### 採用を取り消した国
リビア
1983年、チャドからの撤退と引き換えに最大100機の導入を打診したが、撤退を反故にしたため実現せず。
 ヨルダン
1988年に単座型のEJを10機、複座型のDJを2機発注したが、湾岸危機の際にイラクを支持したことで購入資金を出すサウジアラビアが援助を停止したため、取り消された。
 イラク
1990年にミラージュ2000-5を最大50機導入することを検討し契約寸前だったが、湾岸危機により実現せず。
 クウェート
イラクとほぼ同時期に、保有するミラージュF1を下取りしてもらい20機以上を導入する計画だったが、湾岸危機により実現せず。
 パキスタン
登場時から何度も売却交渉を行っているが、実現していない。ちなみにアラブ首長国連邦のミラージュ2000のパイロットや整備士のほとんどはパキスタン人であるという。
 スペイン
1978年のFACA計画（Programa Futuro Avión de Caza y Ataque：将来戦闘攻撃機計画）の採用候補機の一つに挙げられたが、第一次選定で脱落。最終的にはF/A-18ホーネットが採用された。
 ポーランド
それまで保有していたソ連製戦闘機の後継機候補としてF-16、JAS39 グリペンと共に検討されたが、2002年にF-16の採用を決定。